# Biserica reformată din Sovata

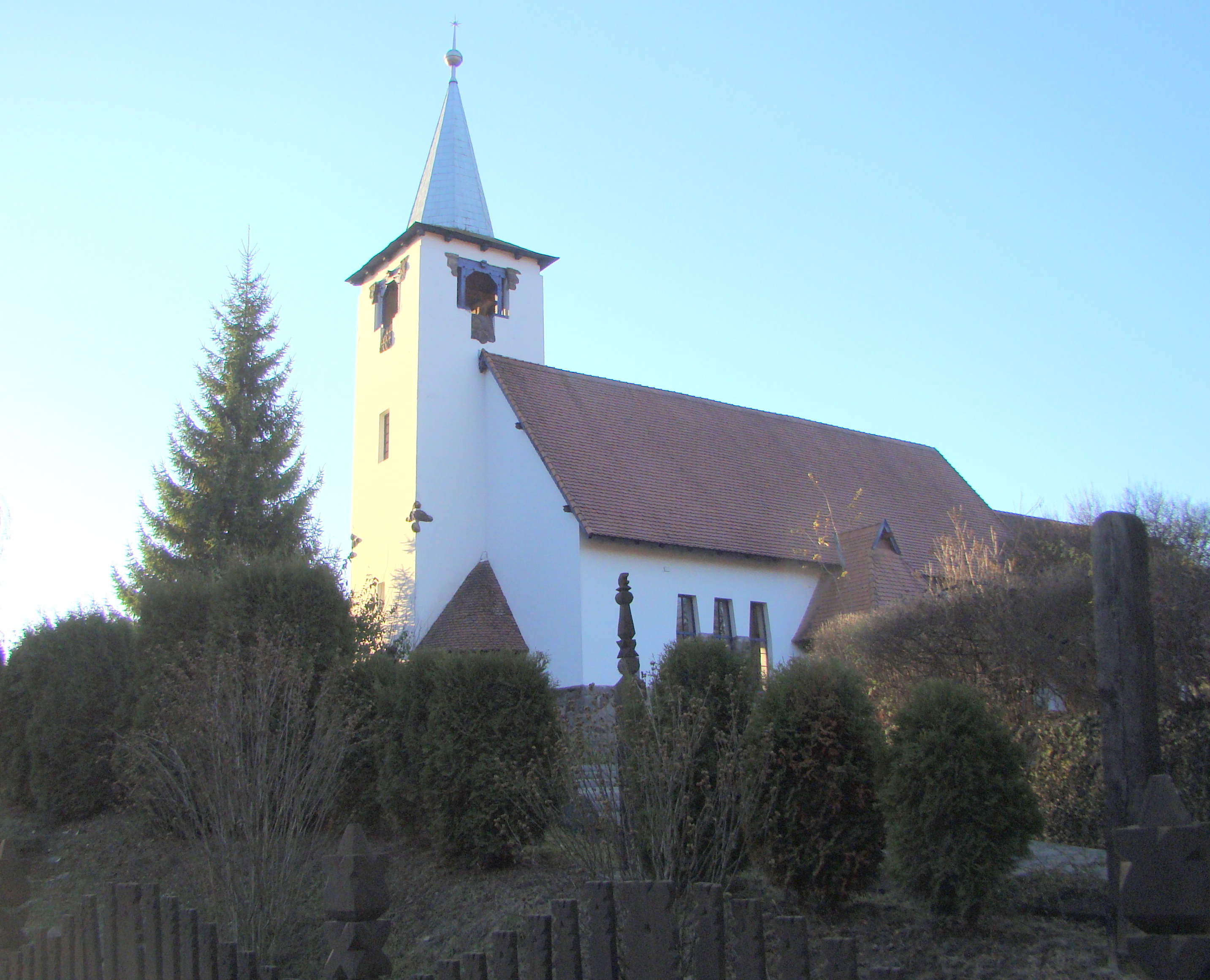
Biserica reformată din Sovata (noiembrie 2016)

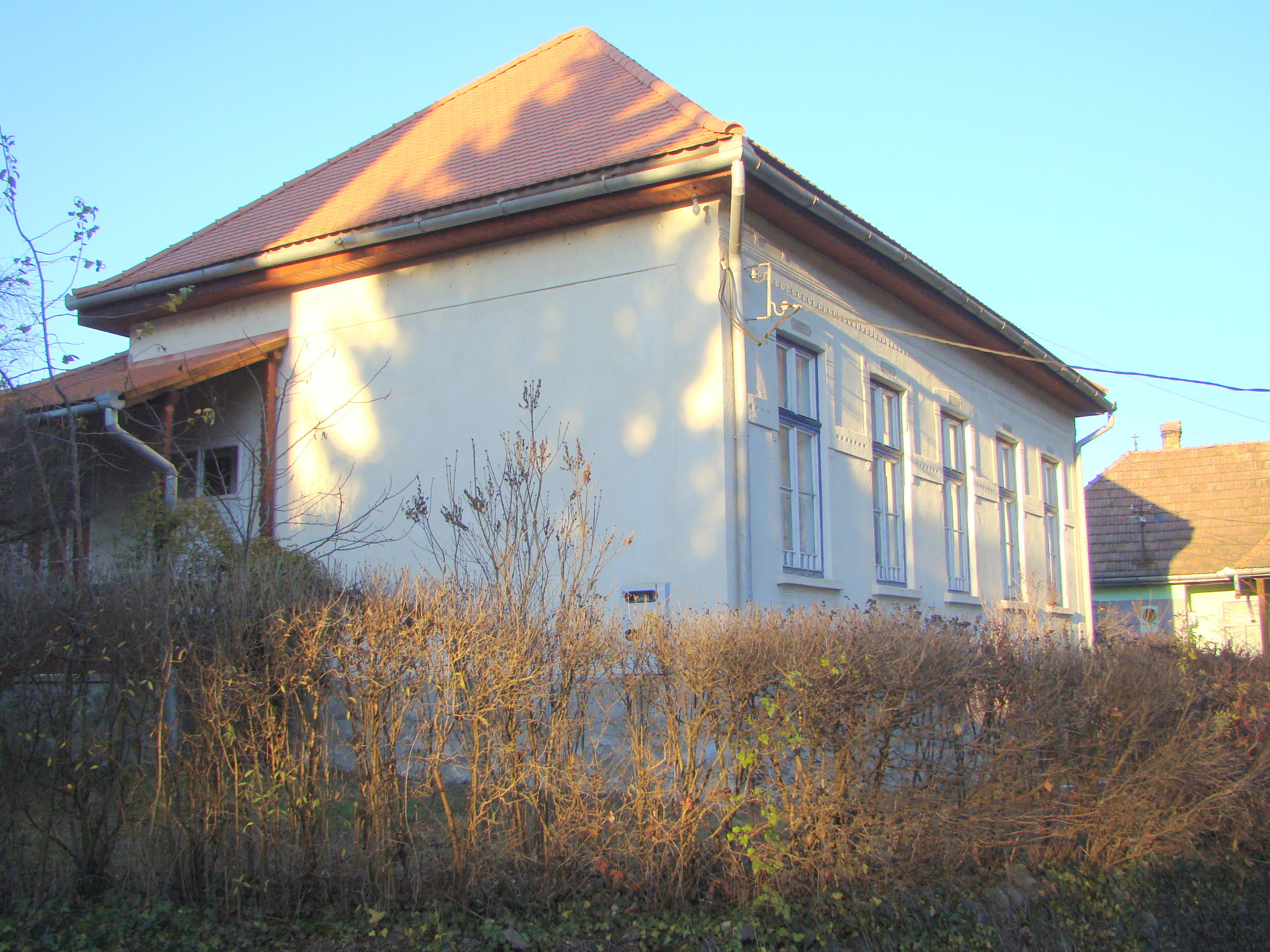
Casa parohială reformată (monument istoric)

Biserica reformată din Sovata este un lăcaș de cult aflat pe teritoriul orașului Sovata, județul Mureș. Casa parohială reformată este monument istoric cod LMI MS-II-m-B-16032.

## Localitatea
Sovata (în maghiară Szováta, în germană Sowata) este un oraș în județul Mureș, Transilvania, România. Este situat pe cursul superior al râului Târnava Mică, la confluența cu râul Sovata. A fost menționat pentru prima oară în anul 1602 cu denumirea Szavata.

## Biserica
Biserica a fost construită din fonduri provenite din donații și din moștenirea lăsată de Veress József, fondatorul primei băi din Sovata. A fost ridicată între anii 1937 și 1939, după planurile maistrului Andor Joós.
Realizată în stil secuiesc, planul său fiind dreptunghiular, iar  turnul cu două clopote situat lateral. Tavanul casetat cuprinde 132 de motive și citate biblice.

## Vezi și
- Sovata

## Imagini

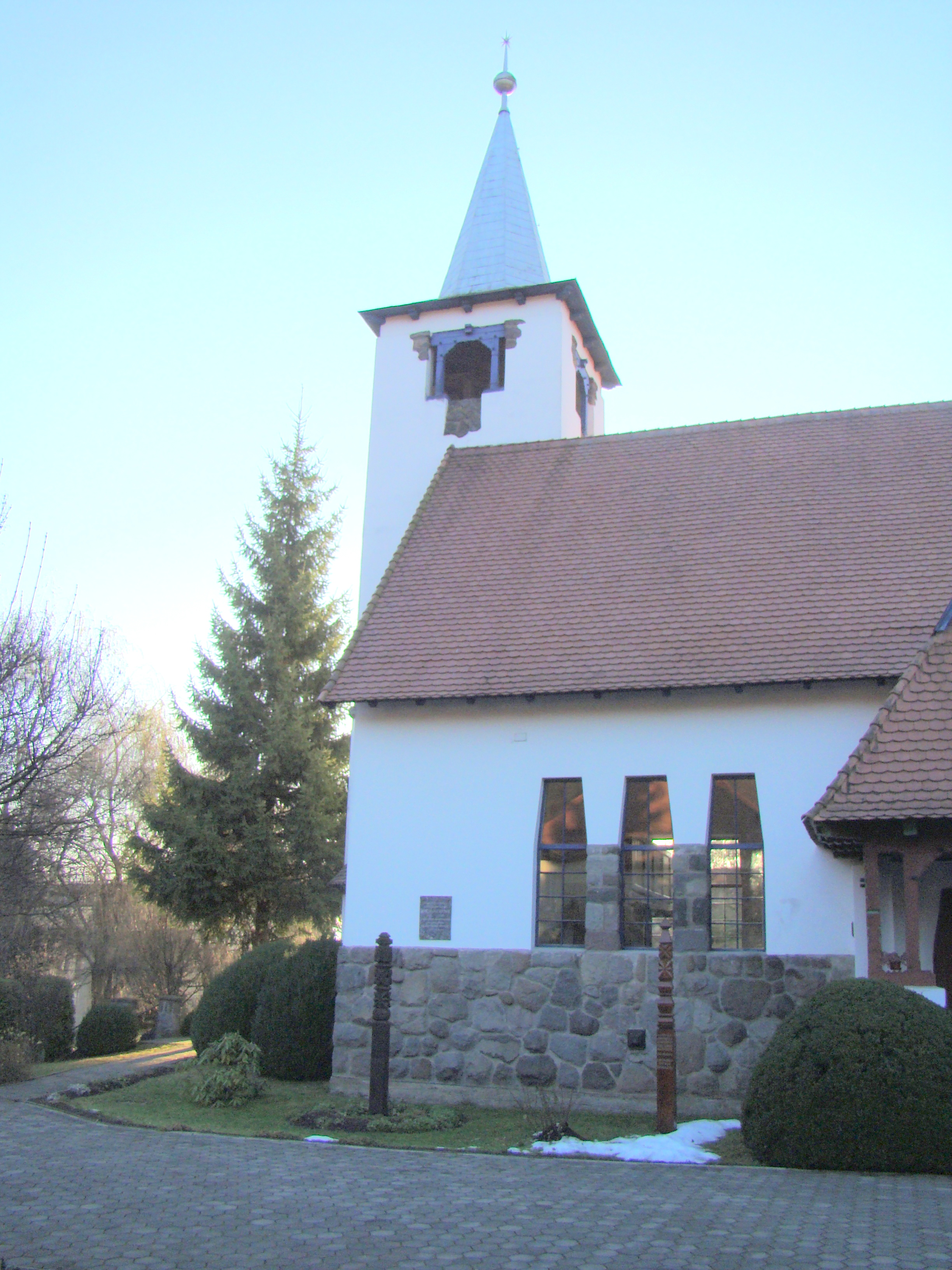
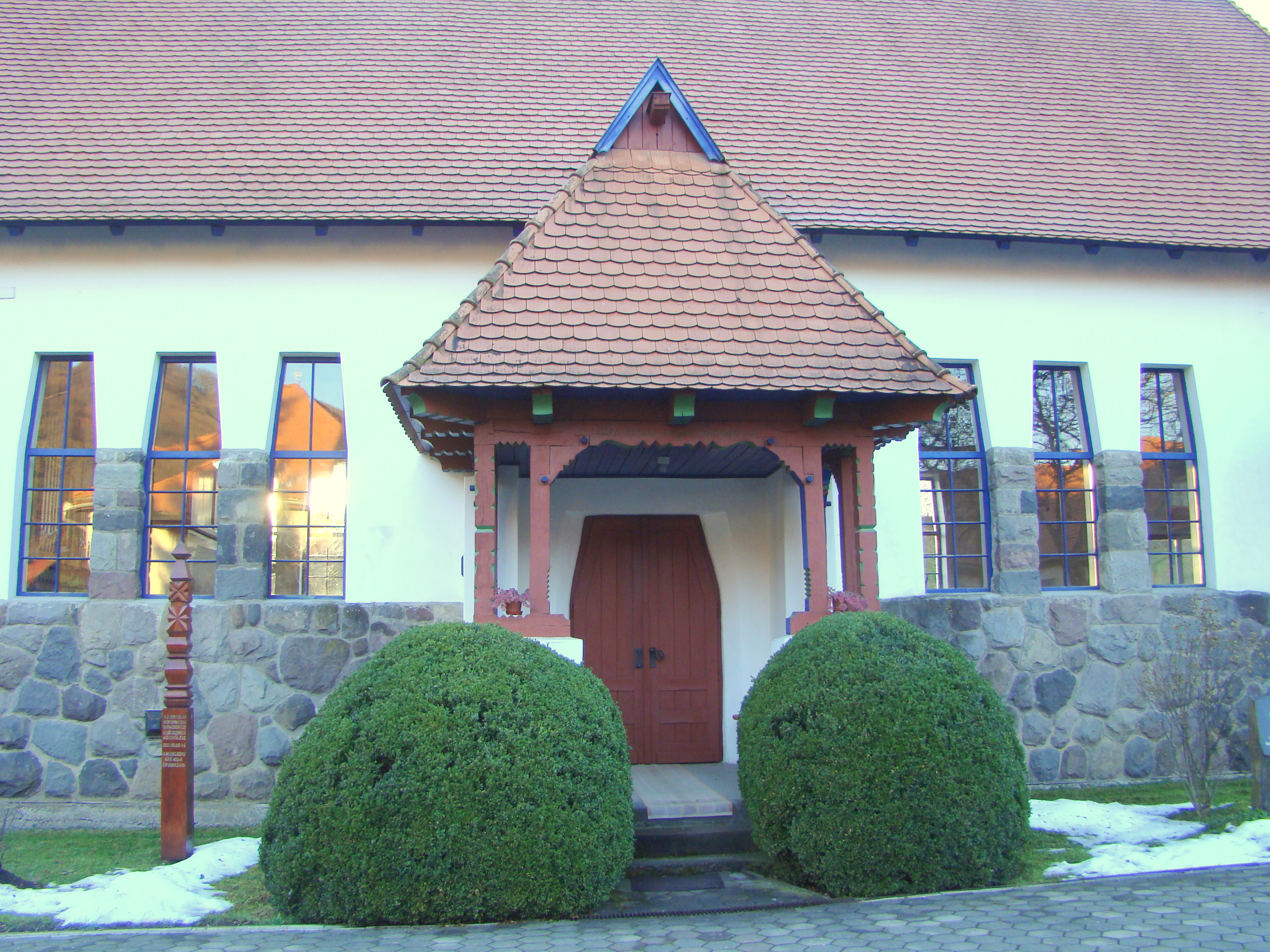
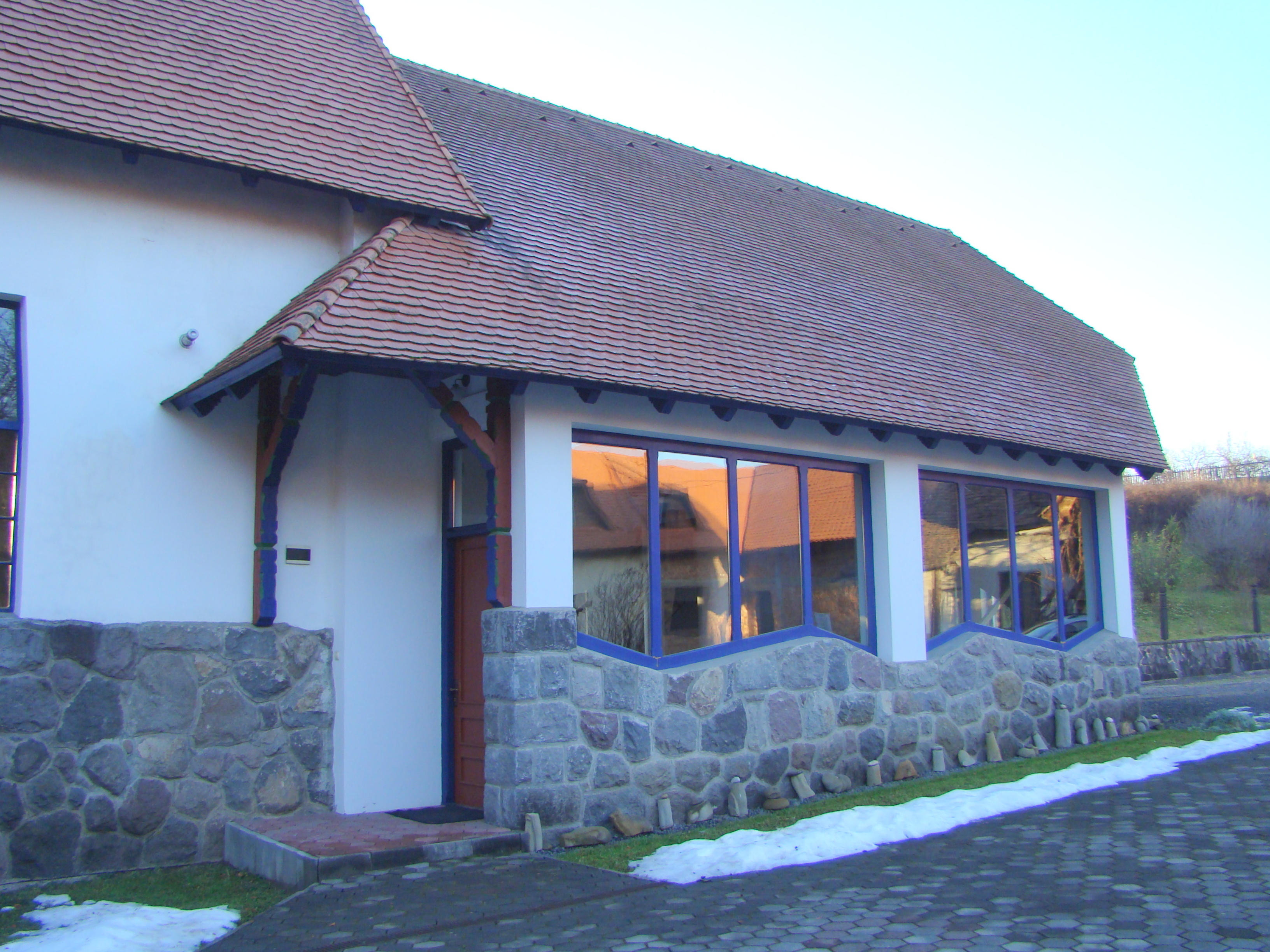
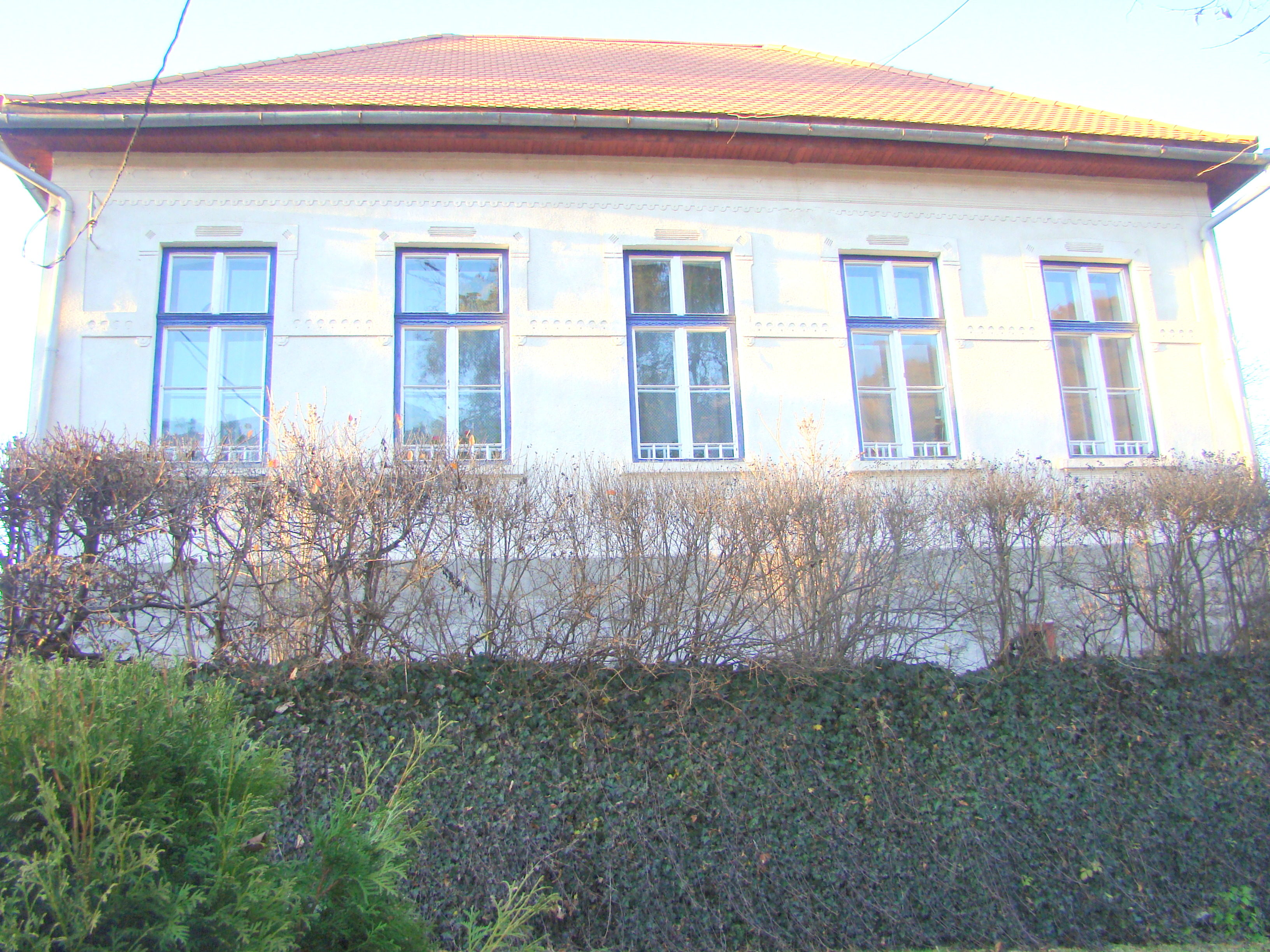
Casa parohială reformată (monument istoric)
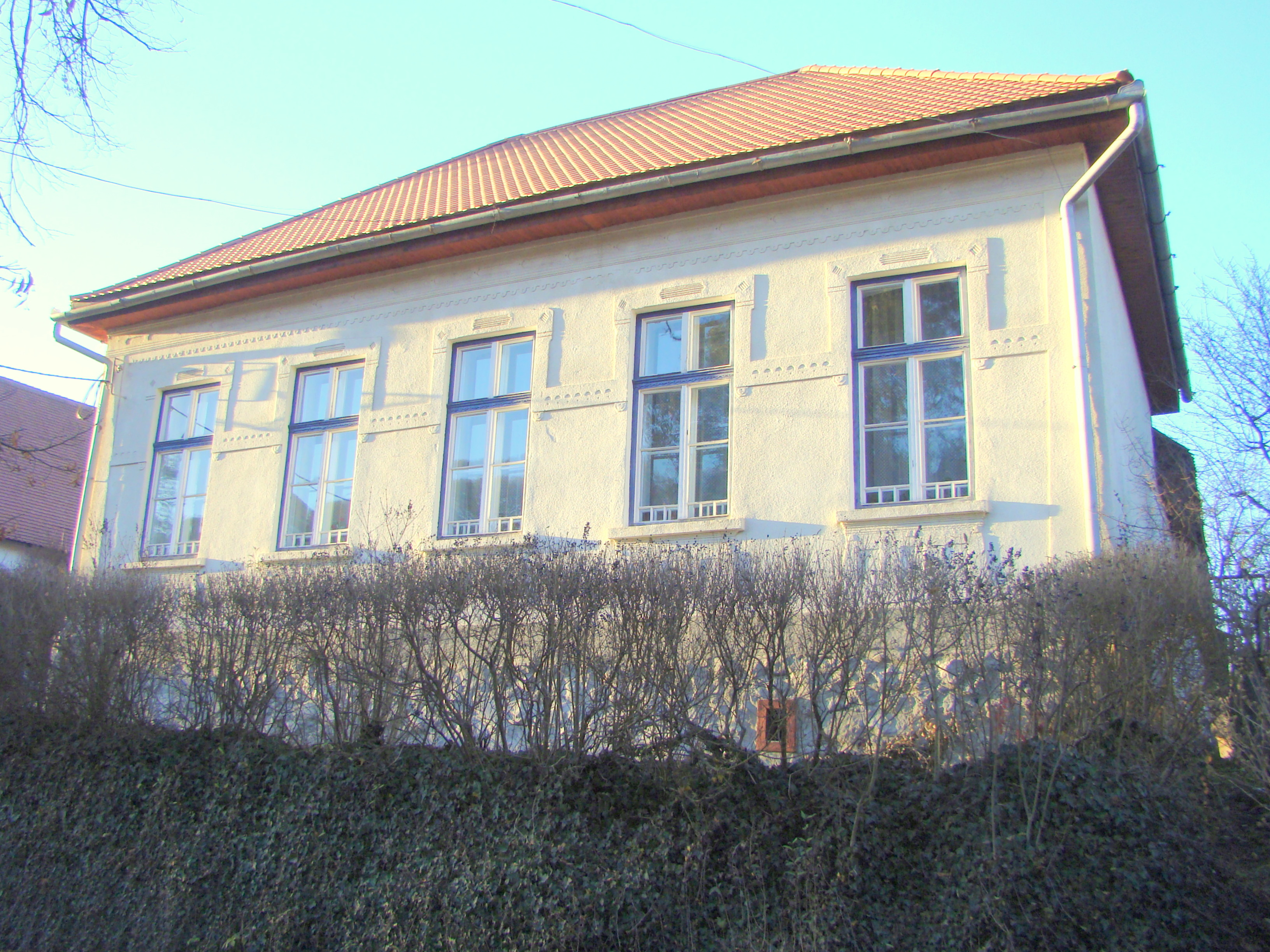
Casa parohială reformată (monument istoric)
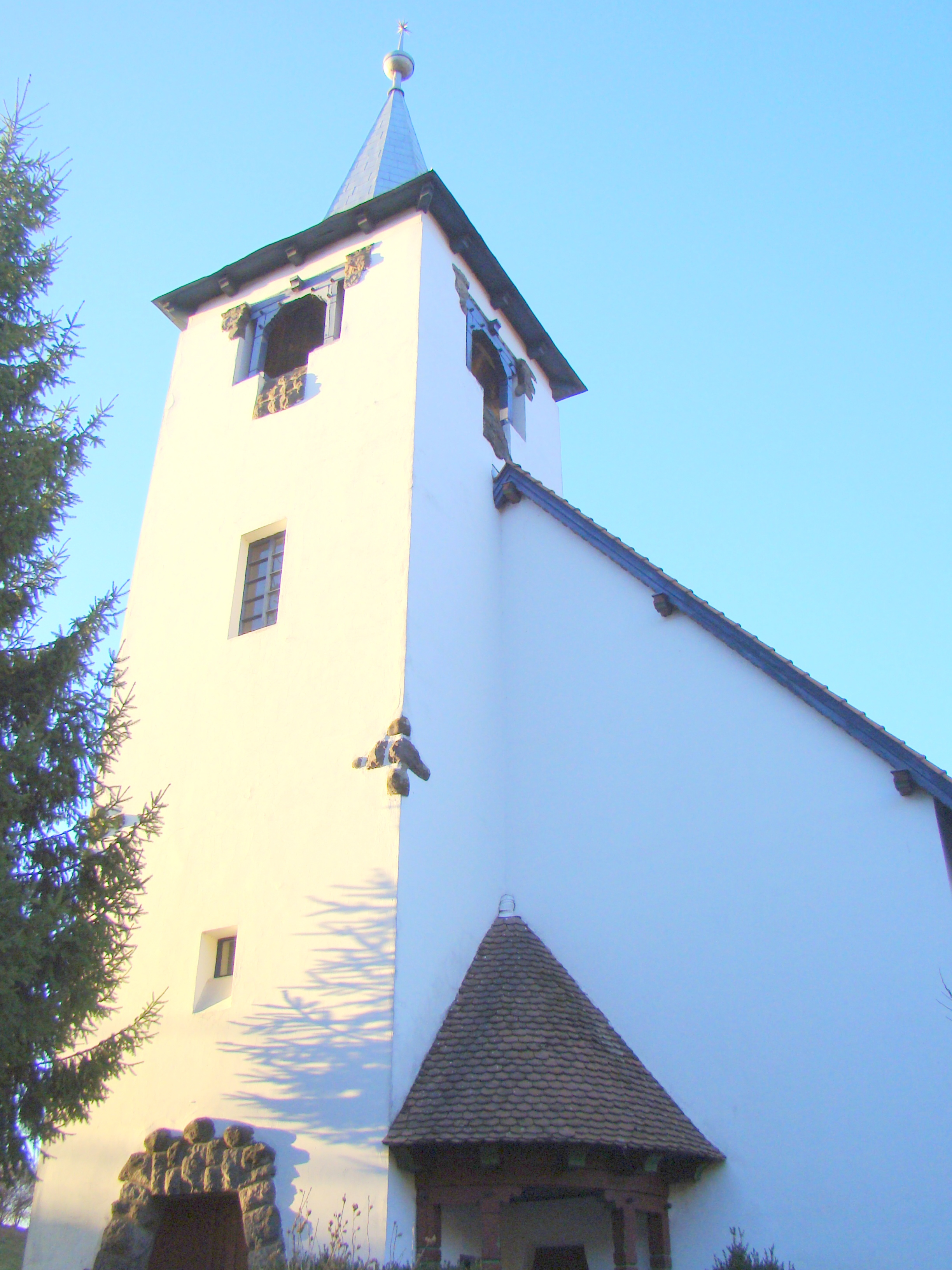
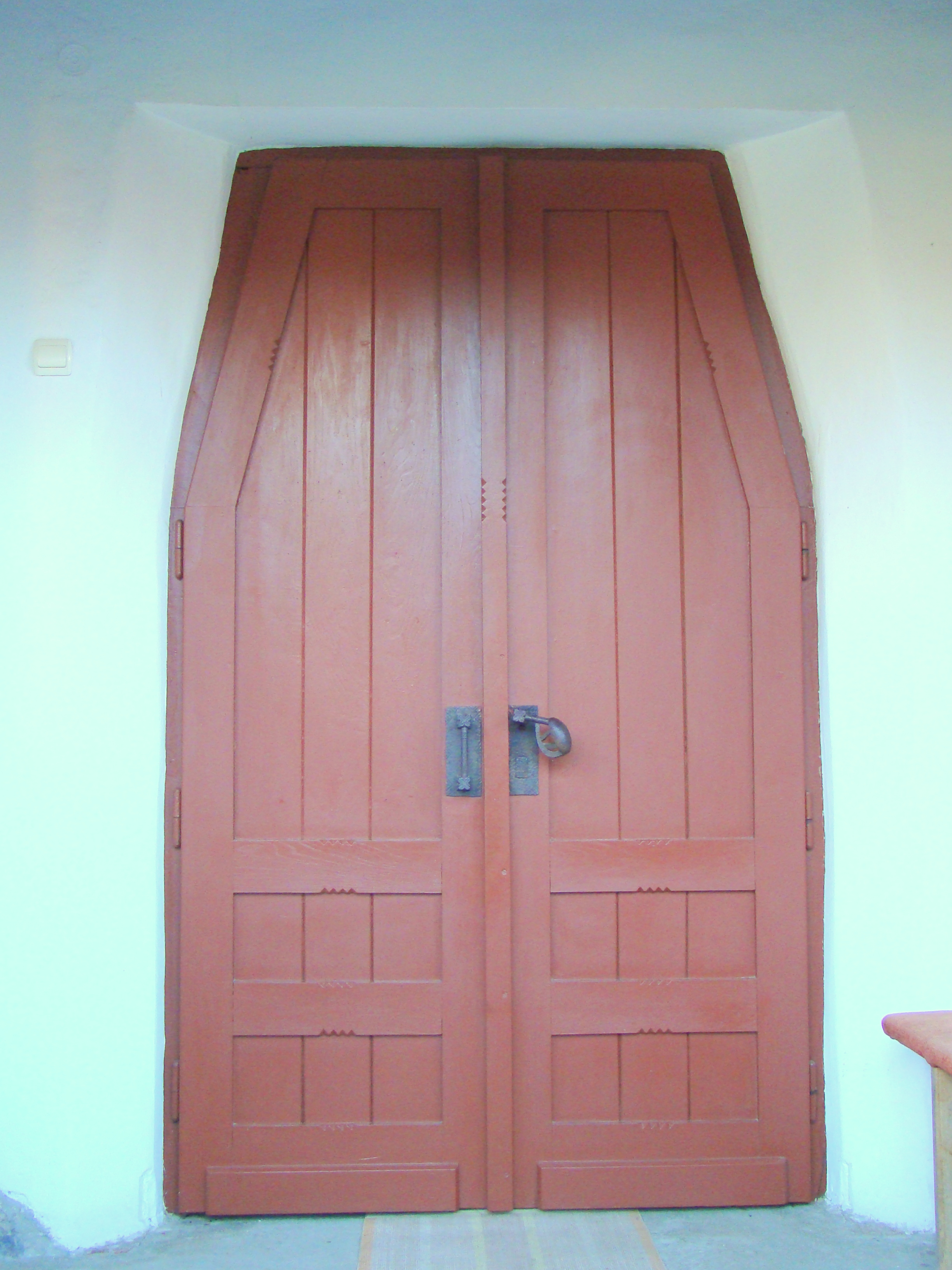
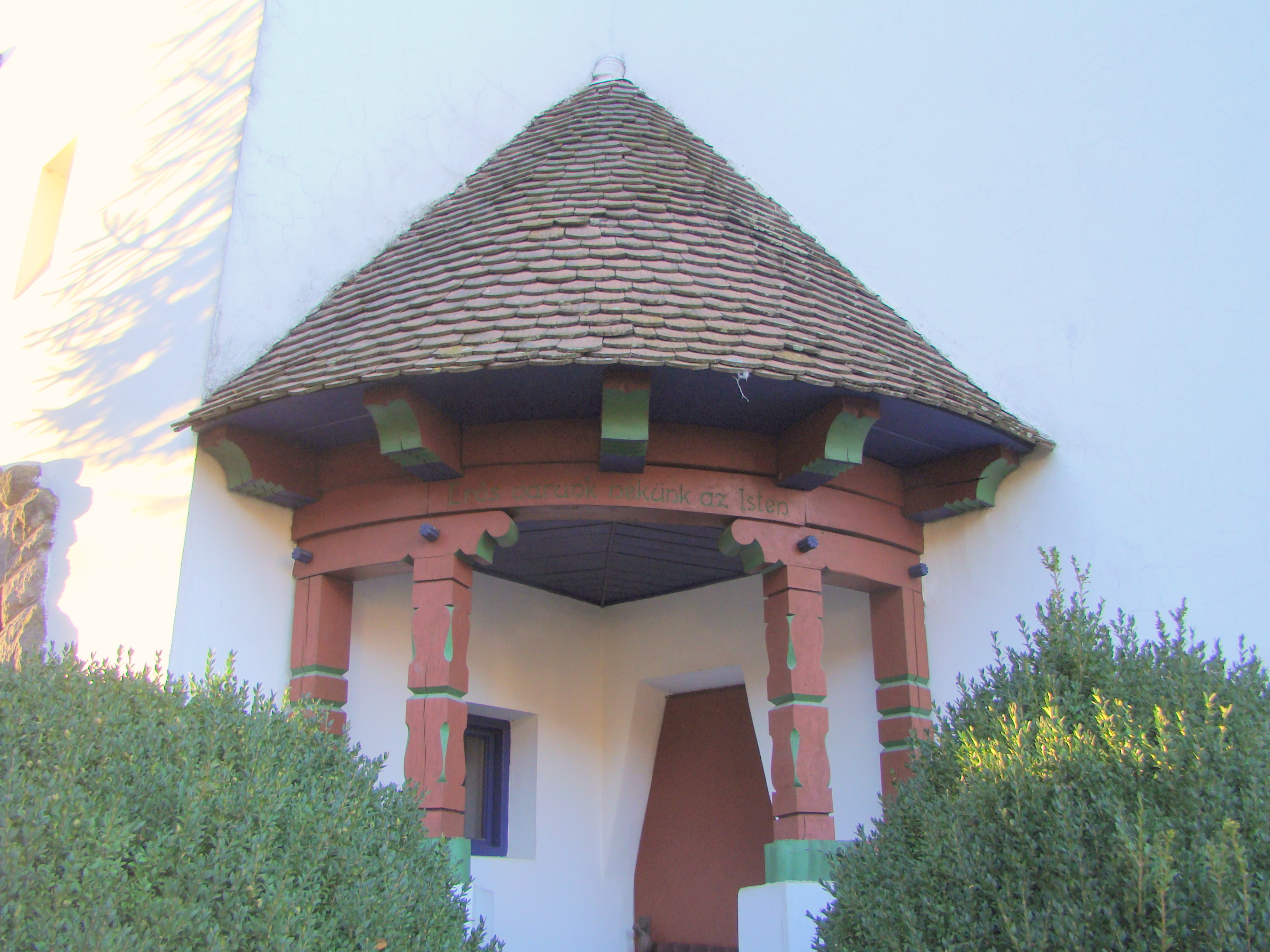
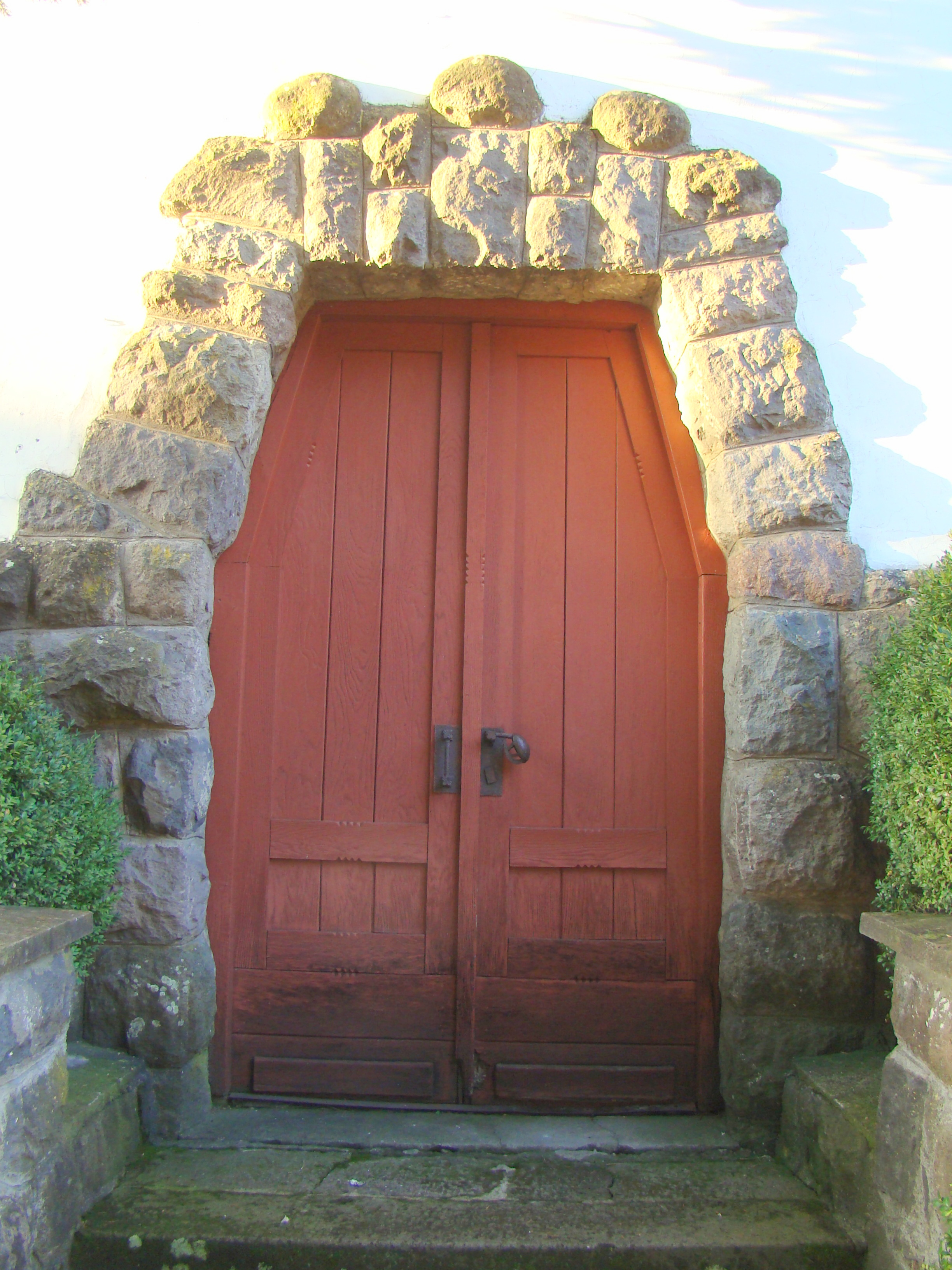
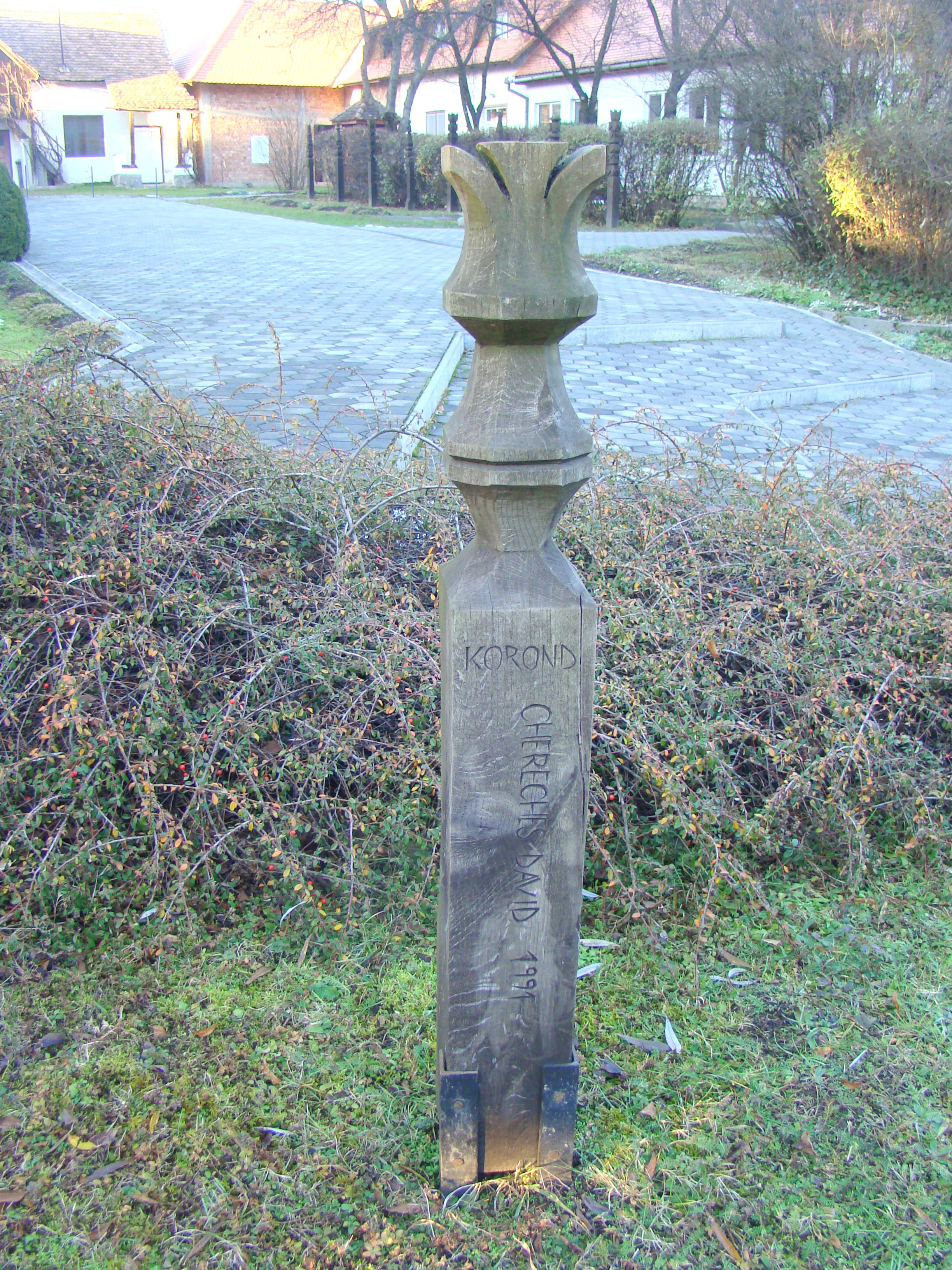
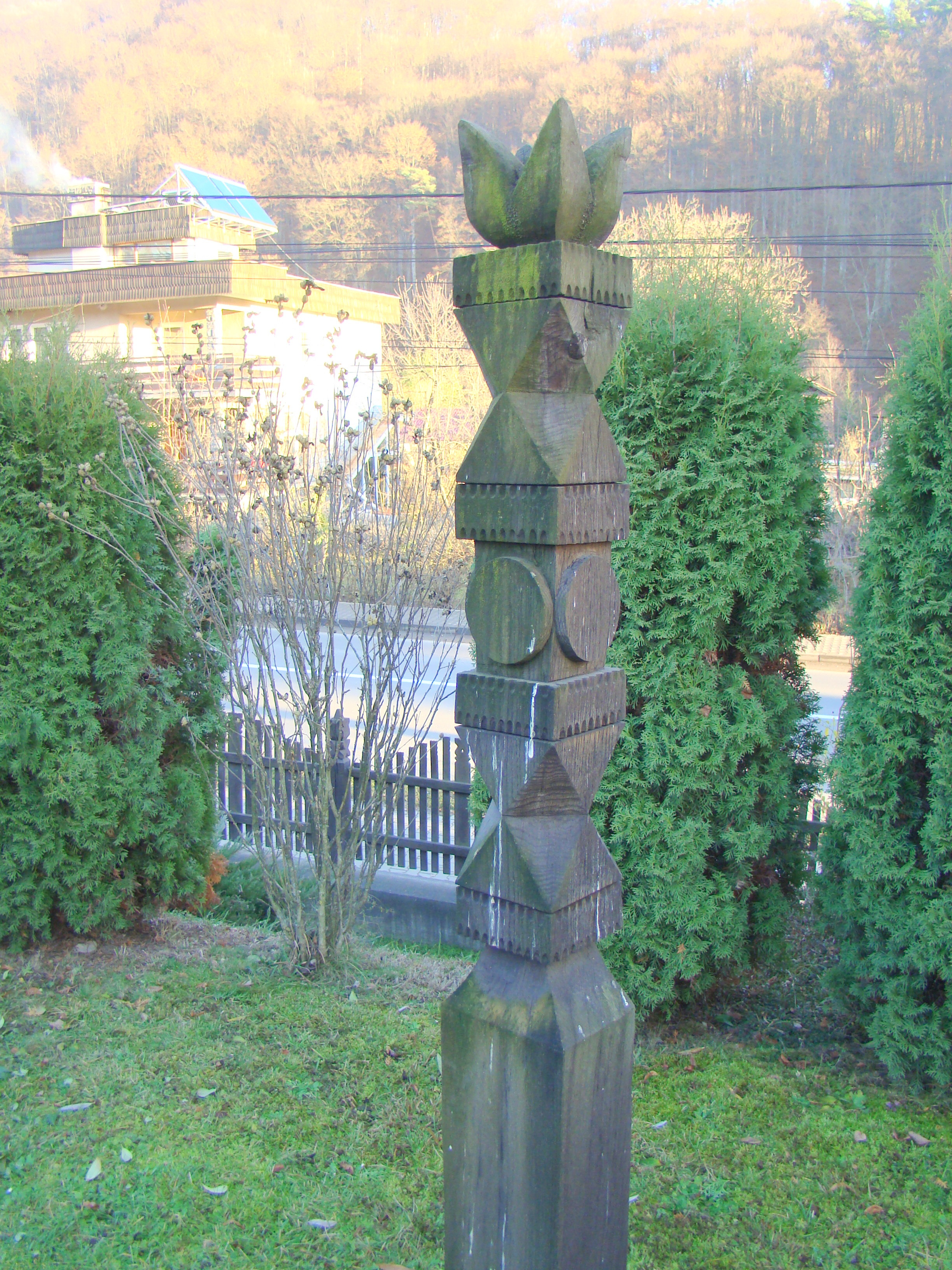
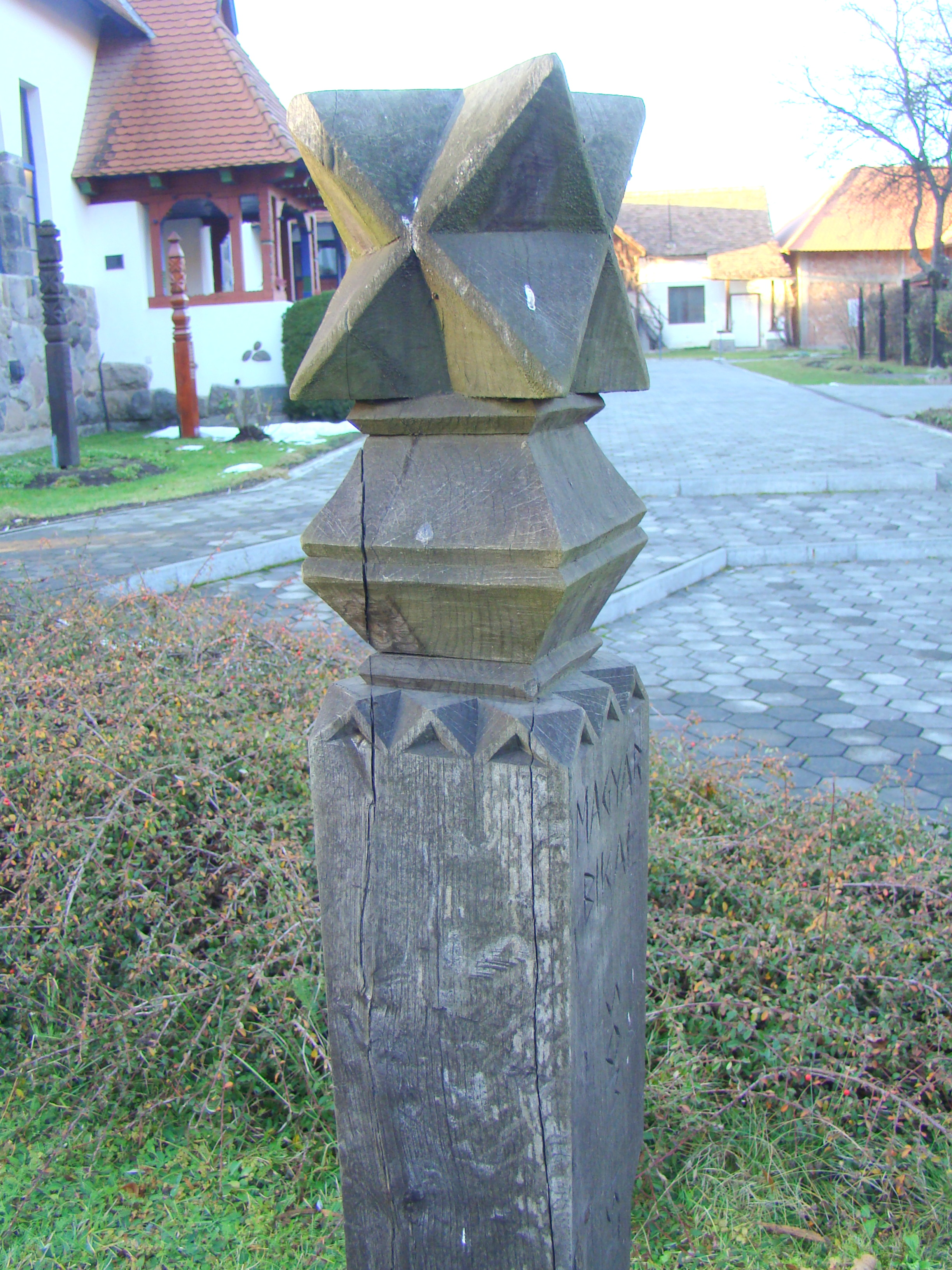
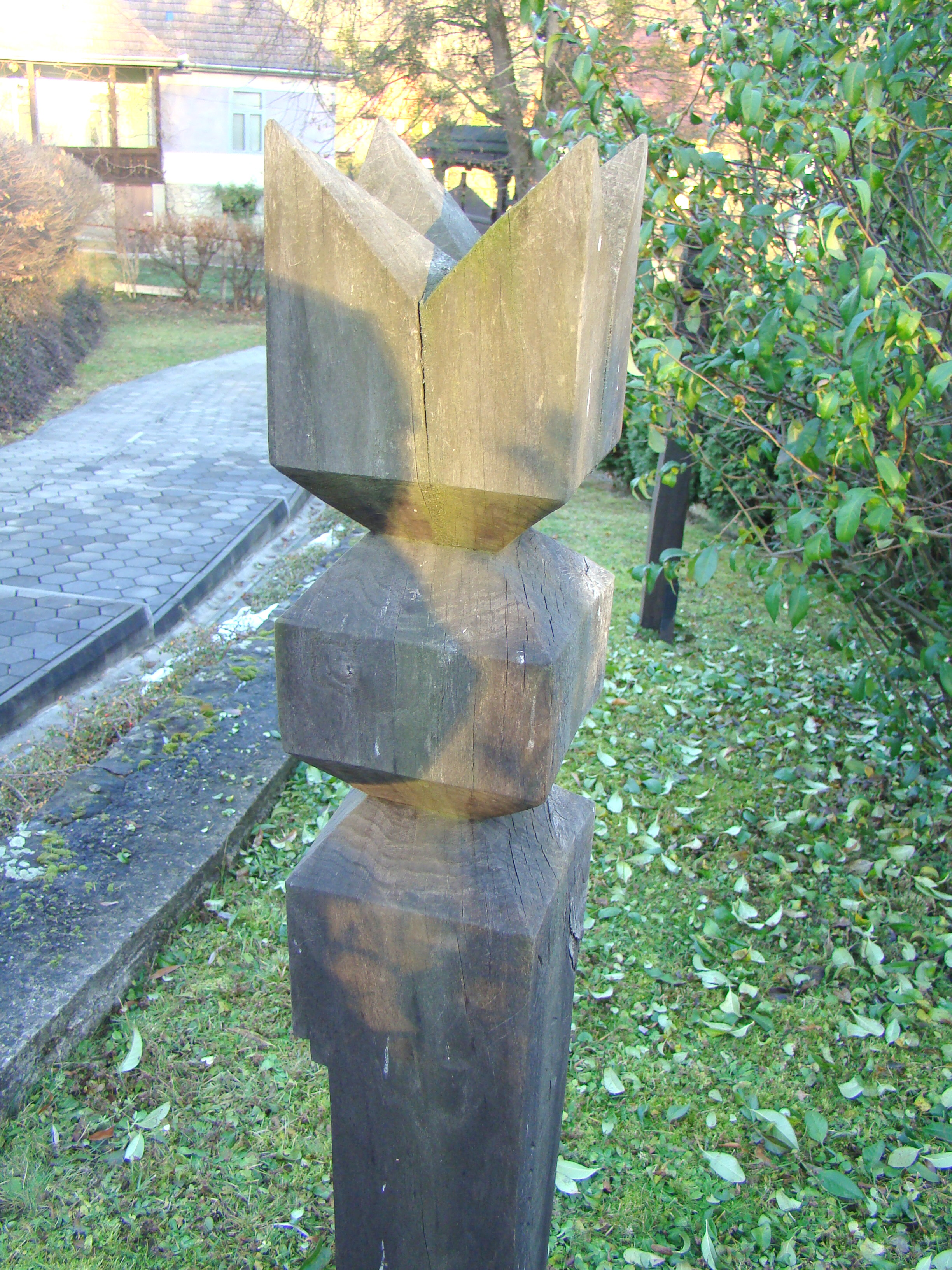
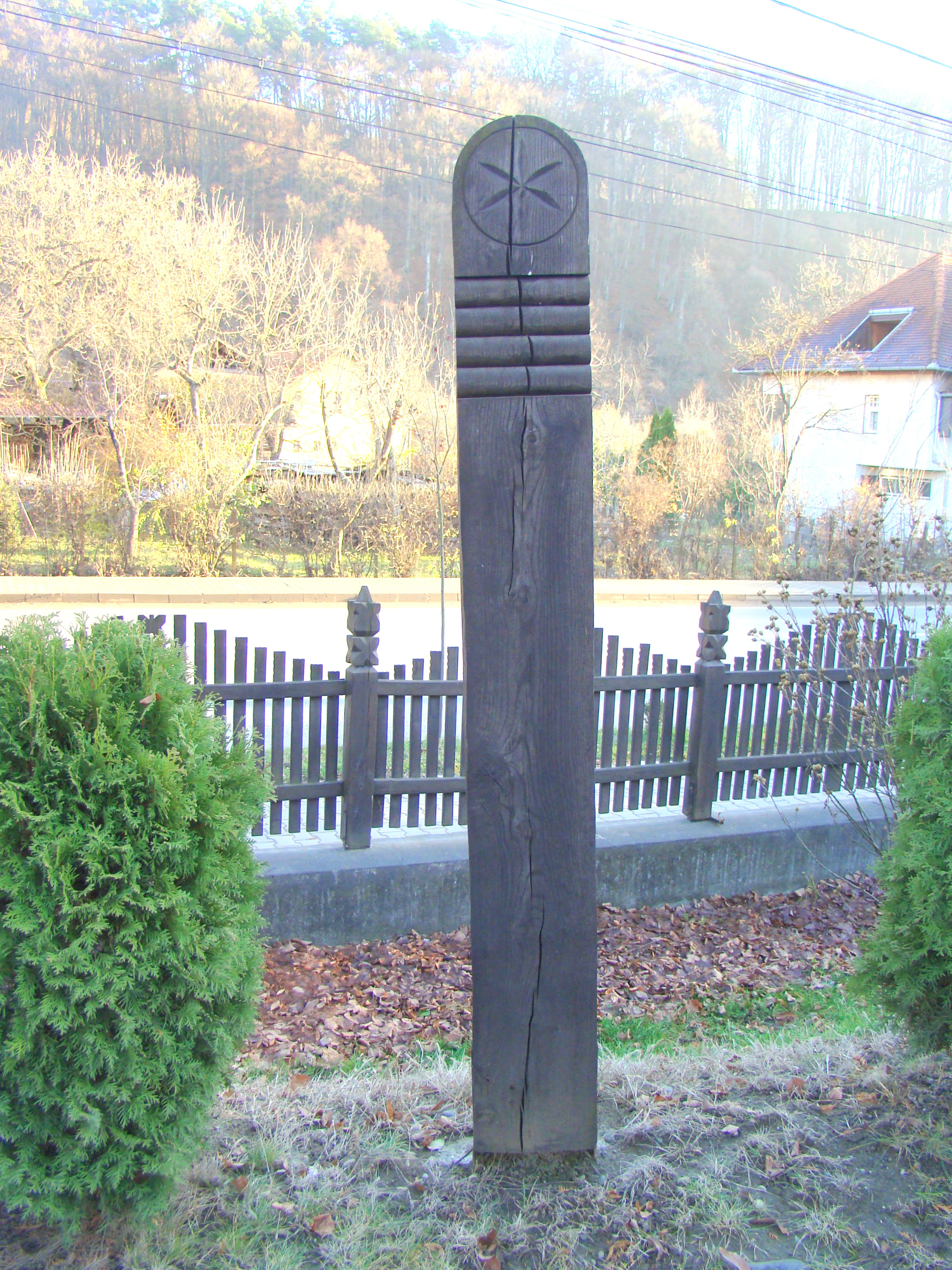
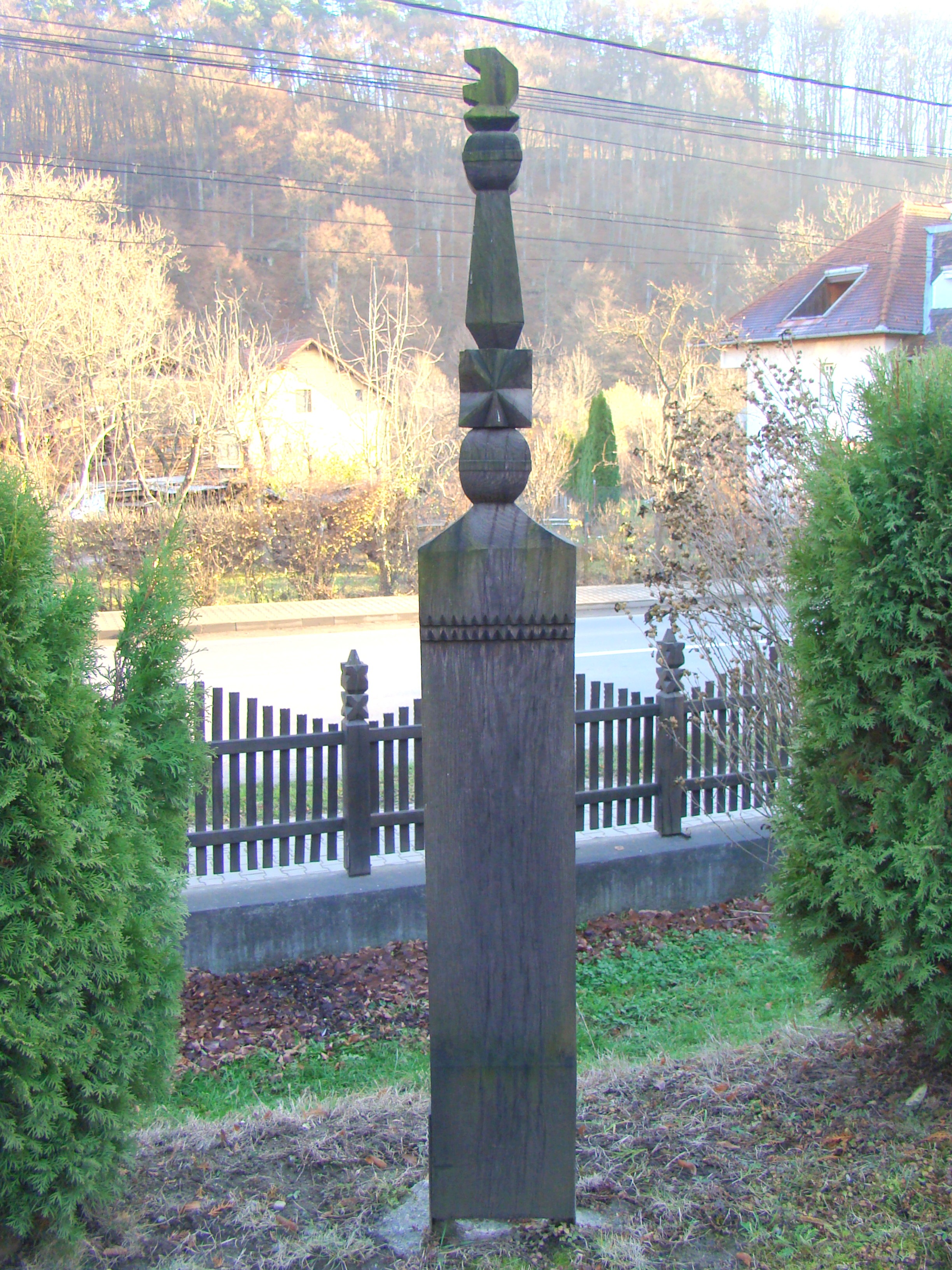
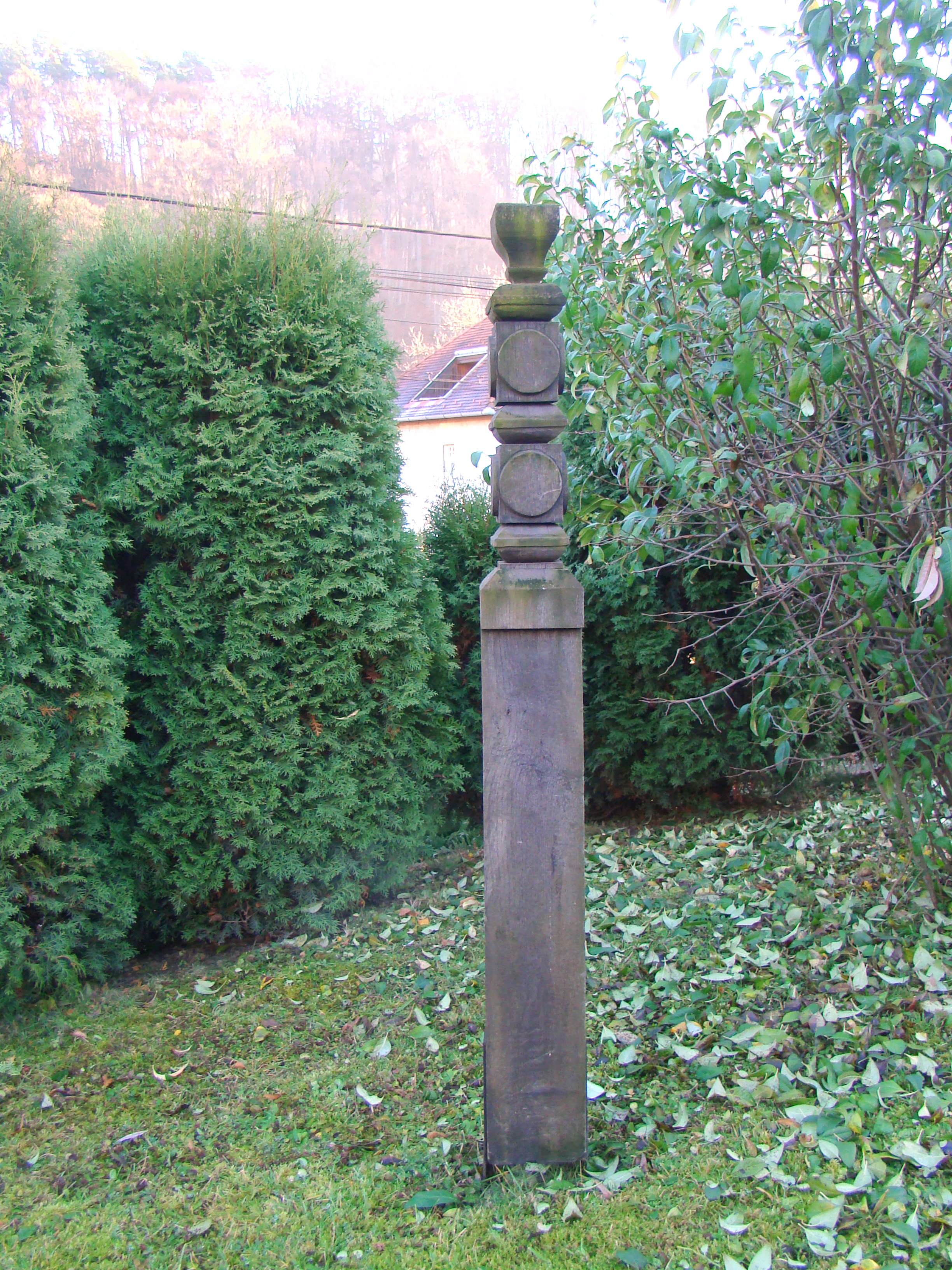
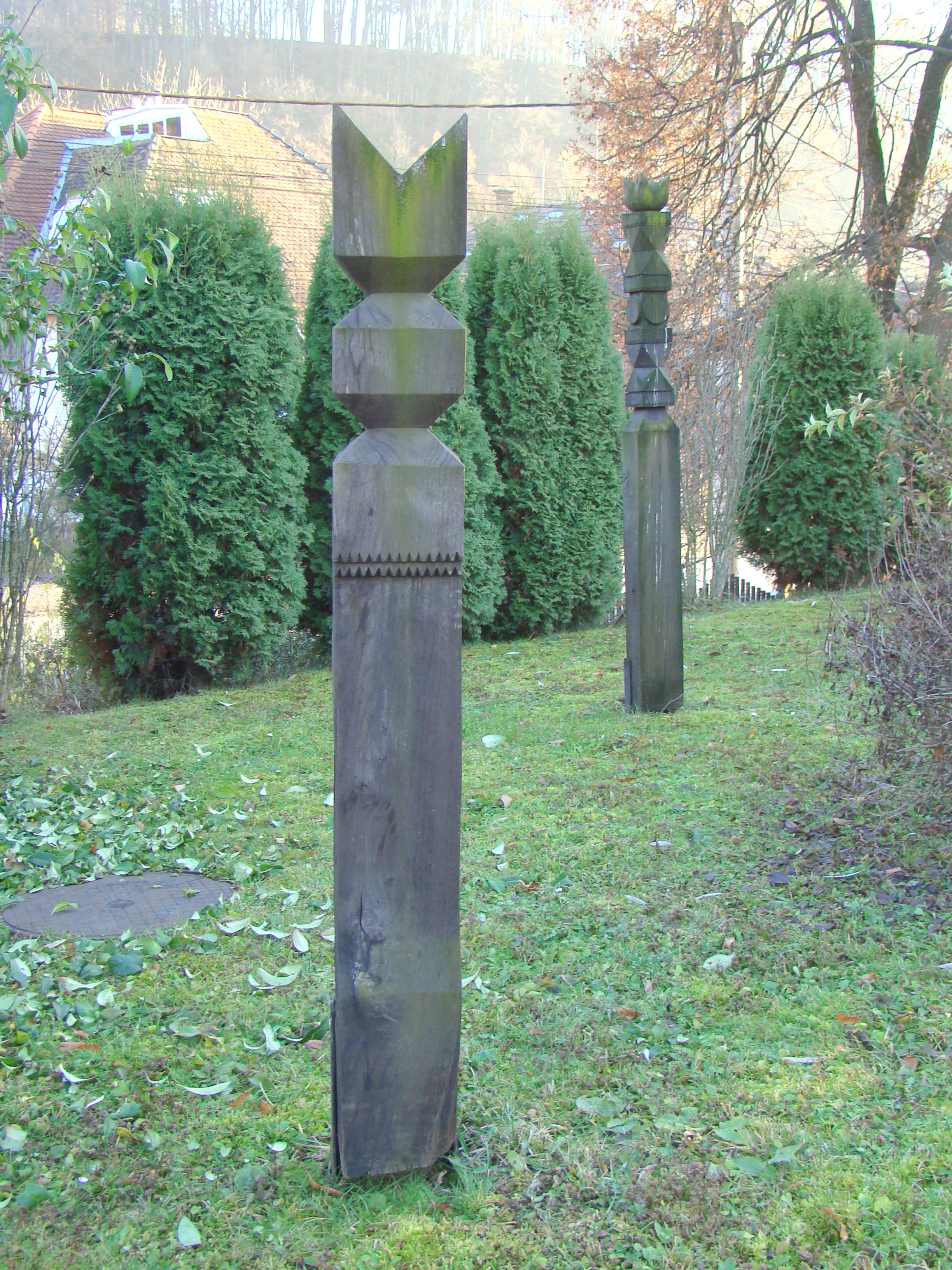
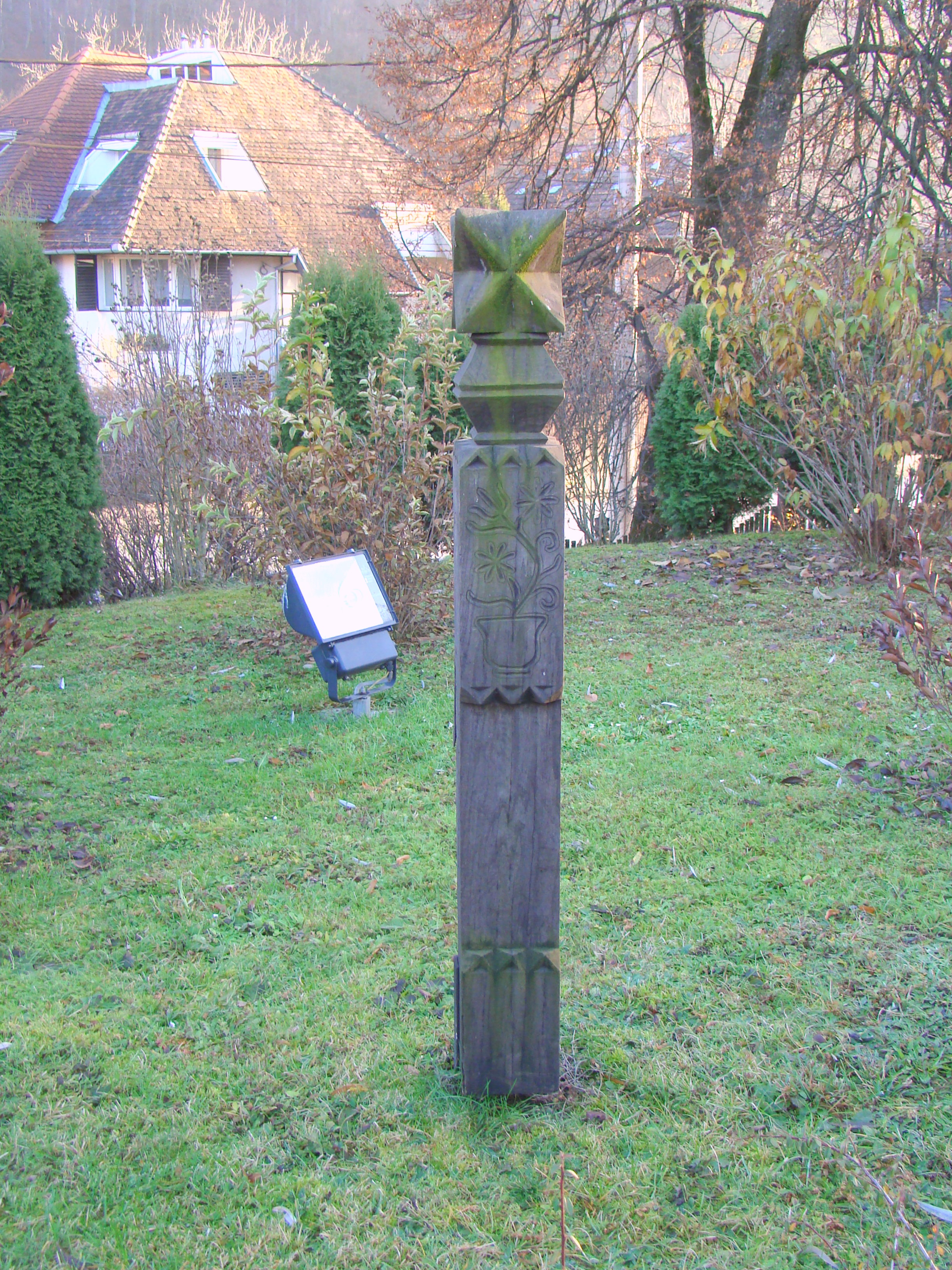
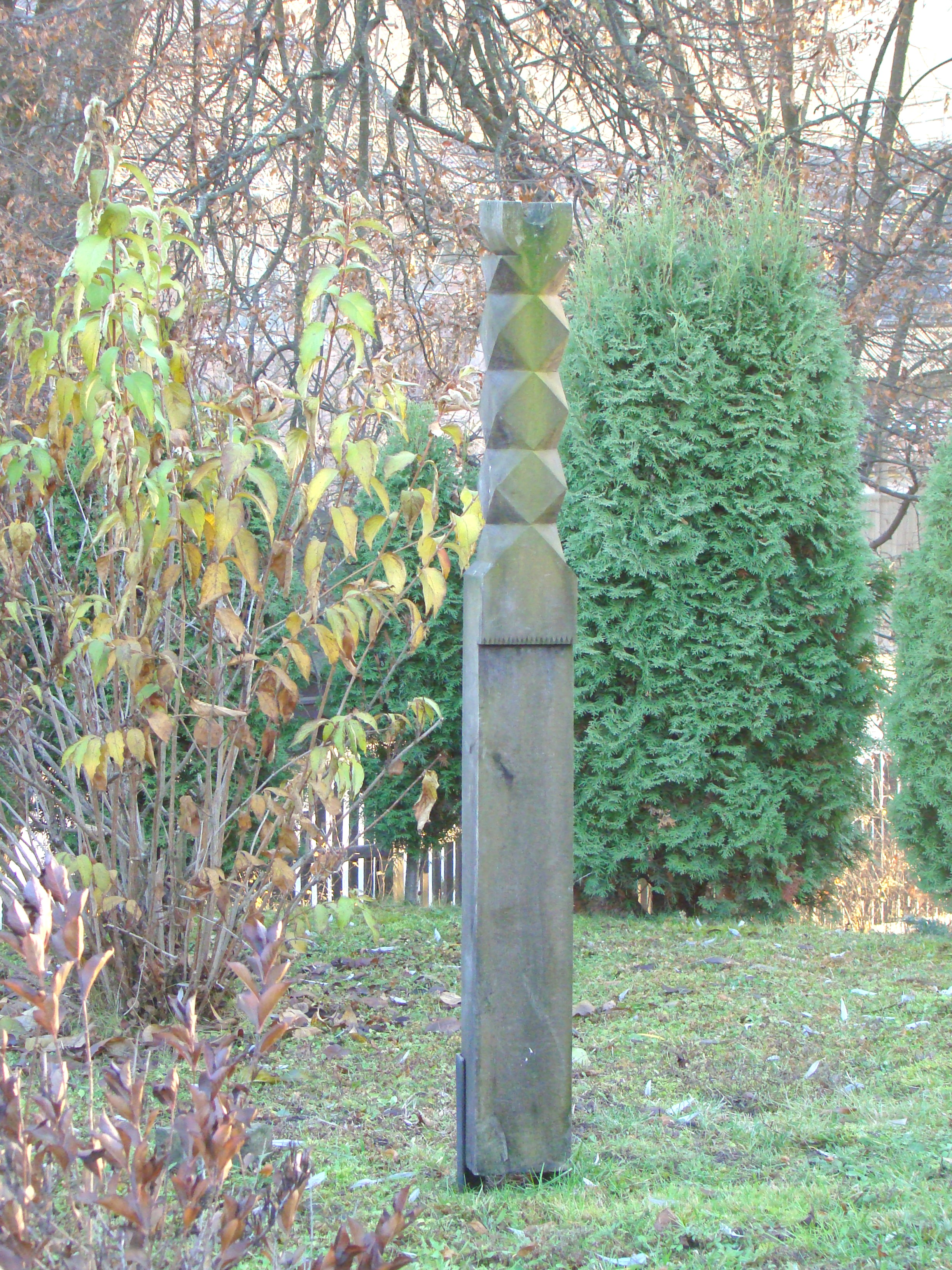
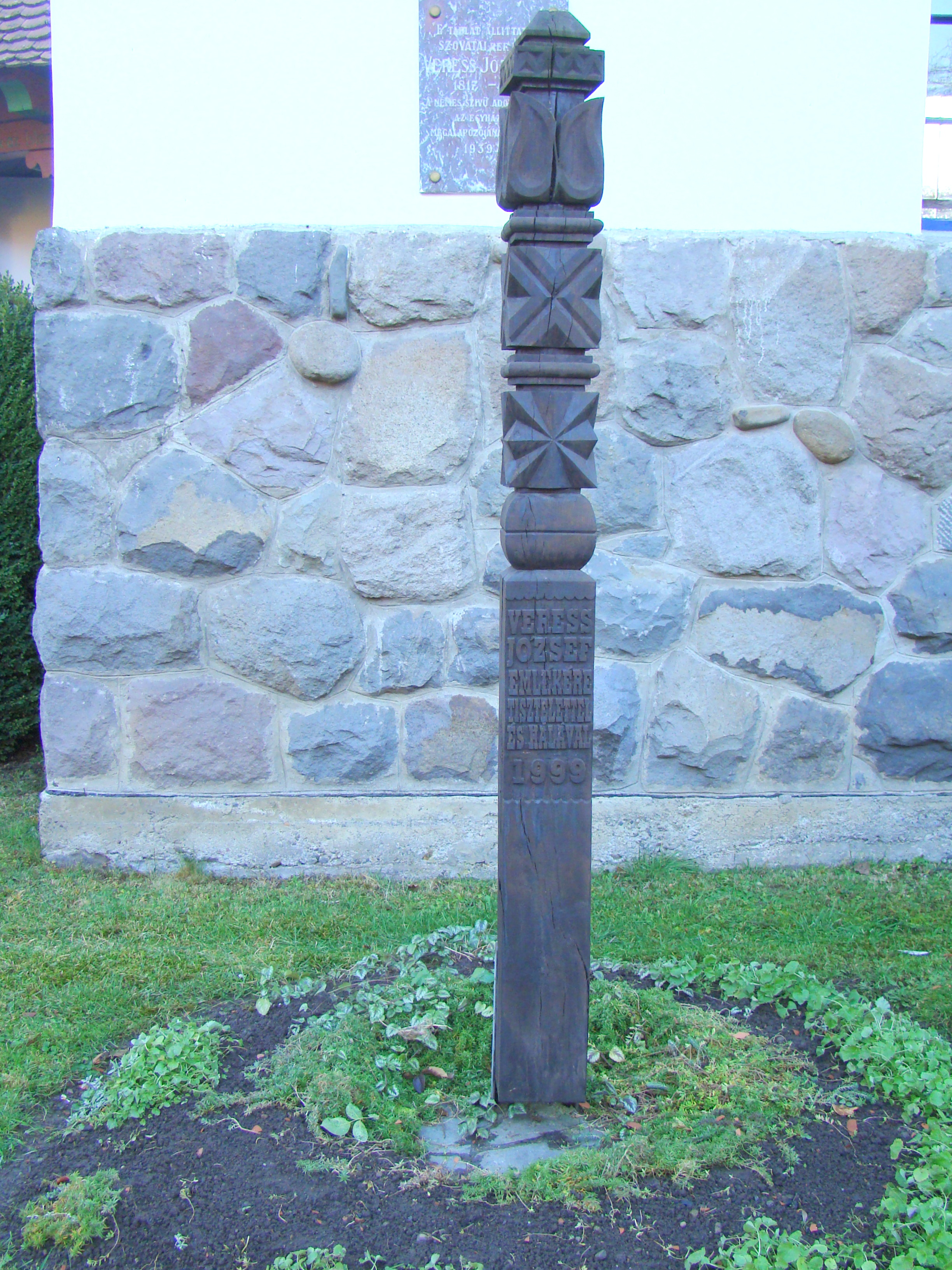
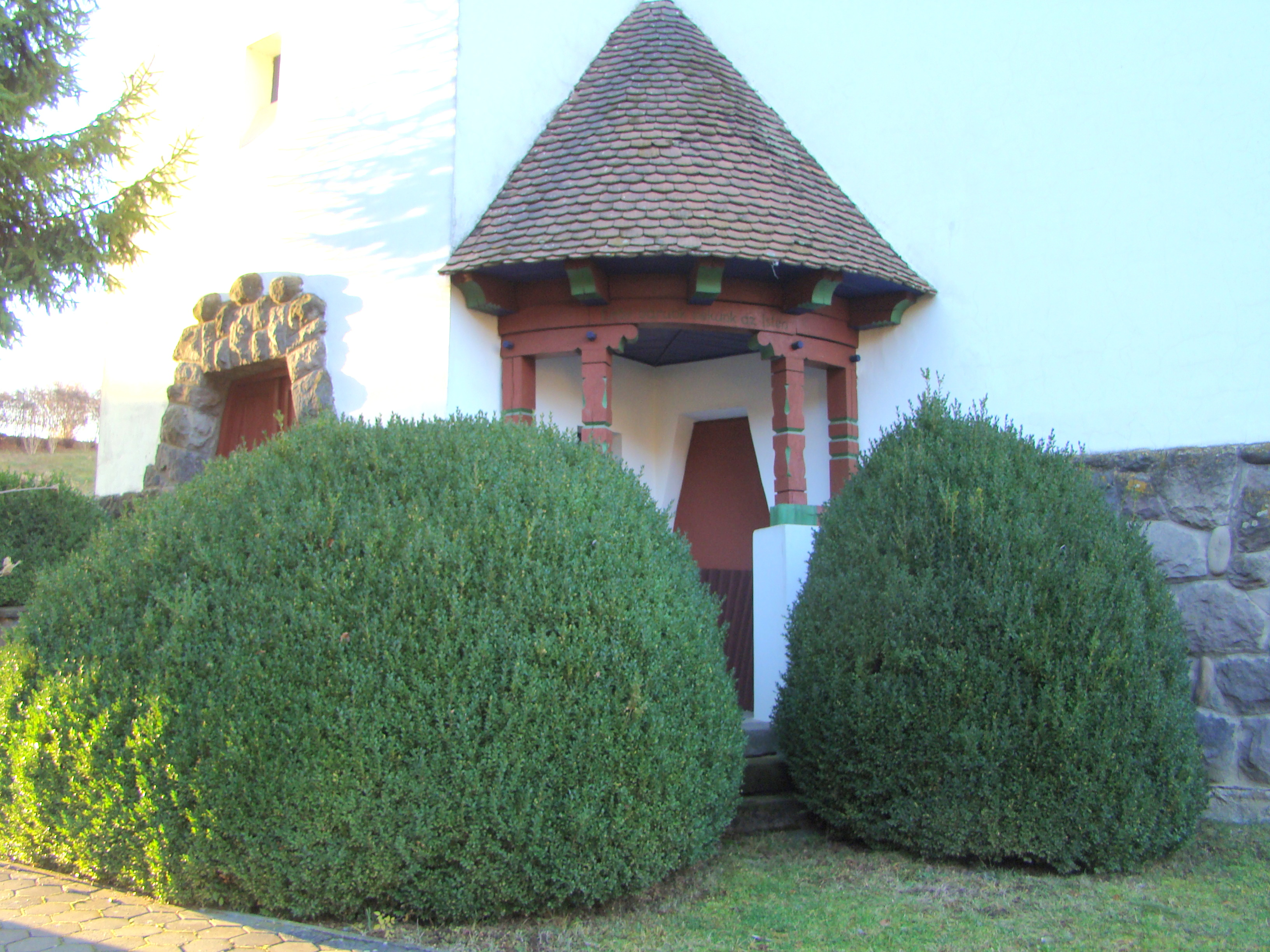
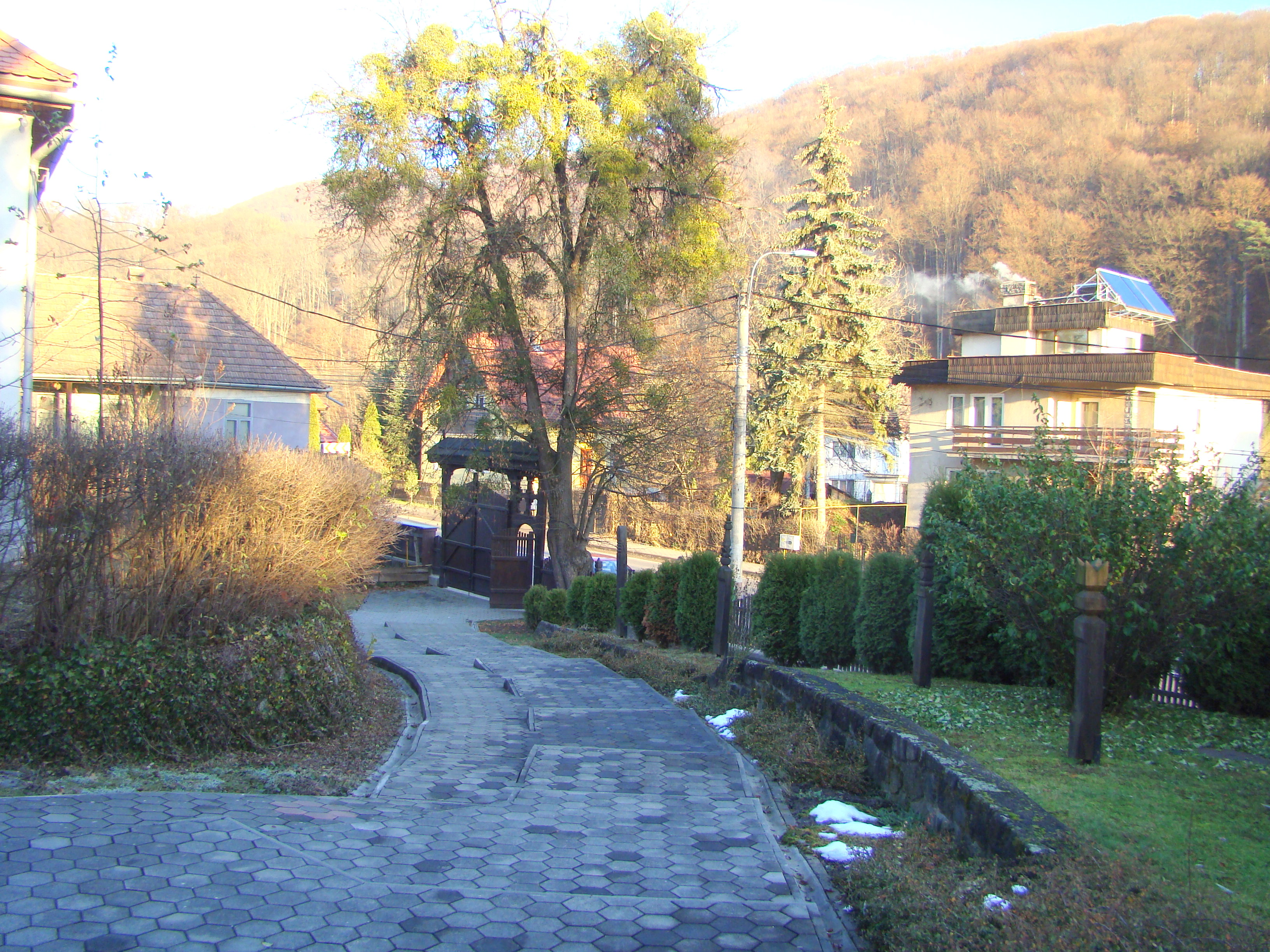
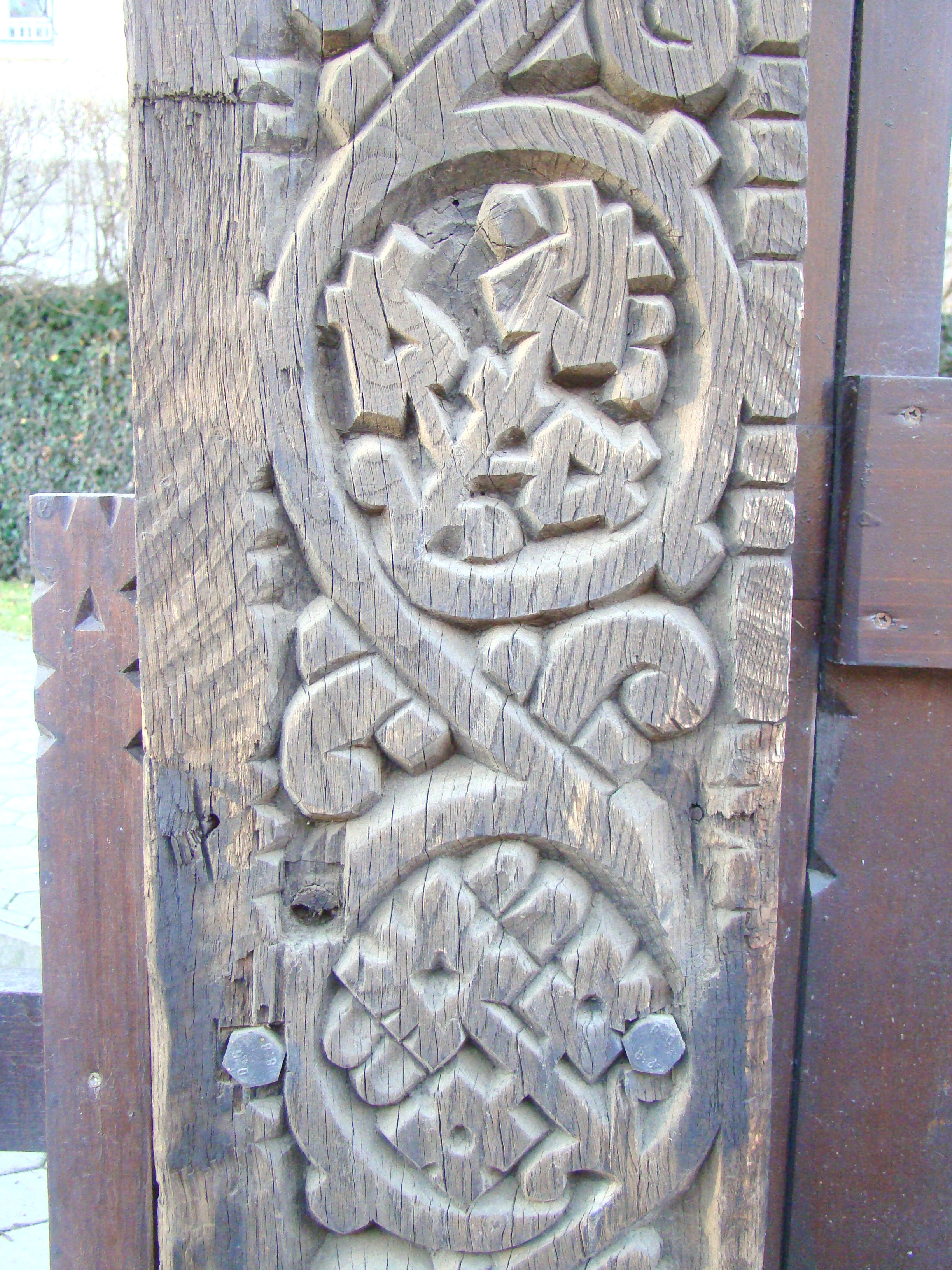
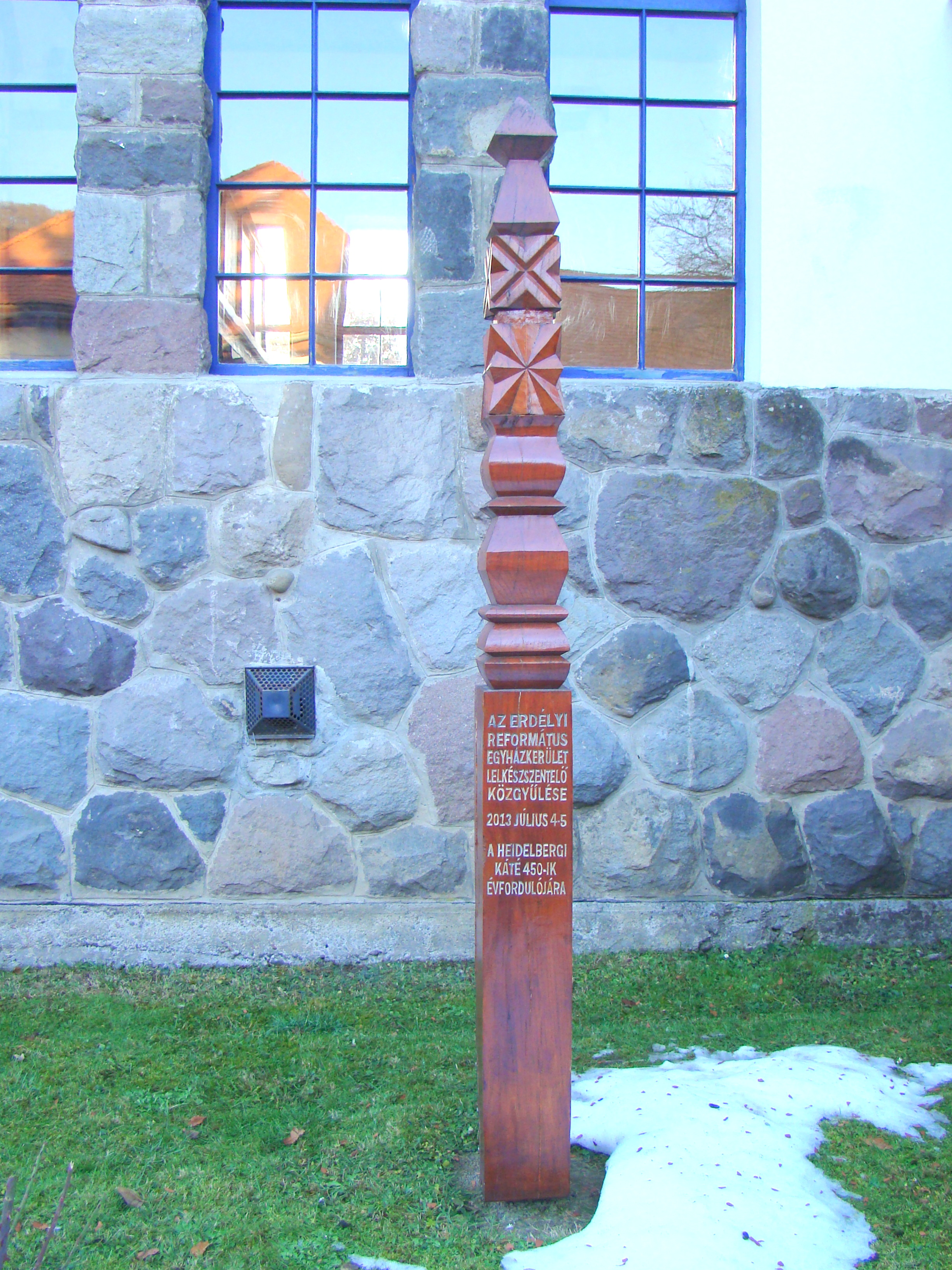
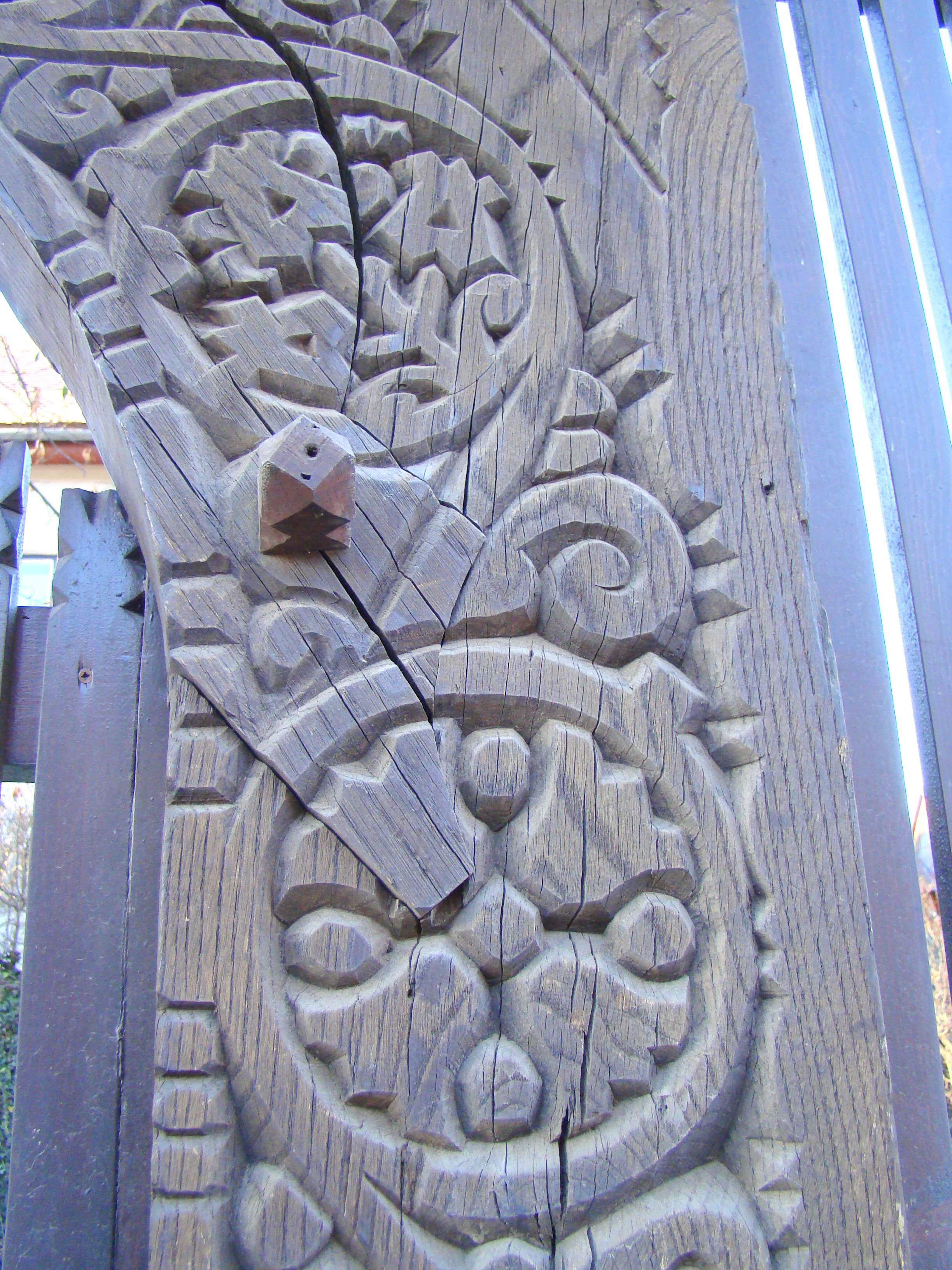
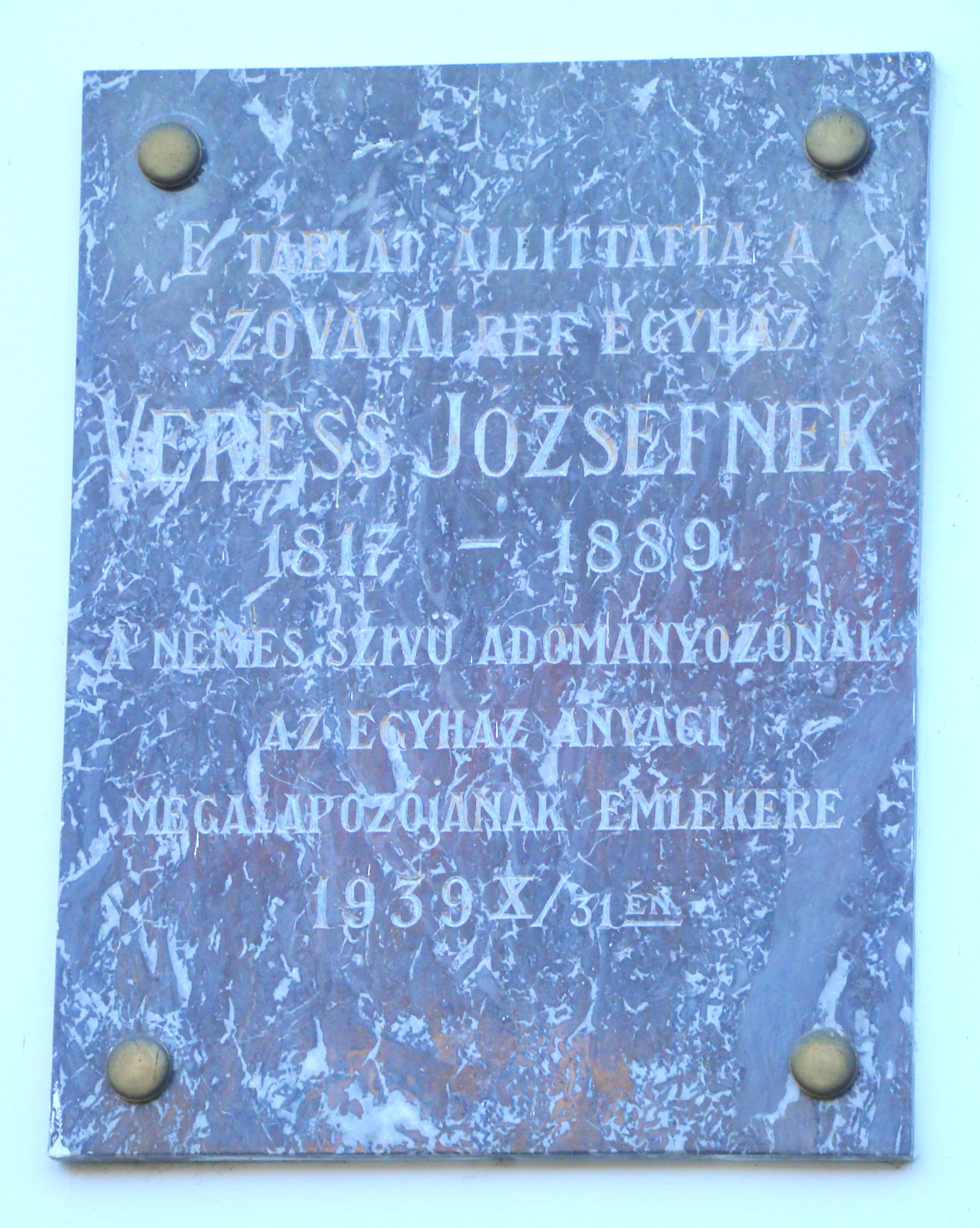
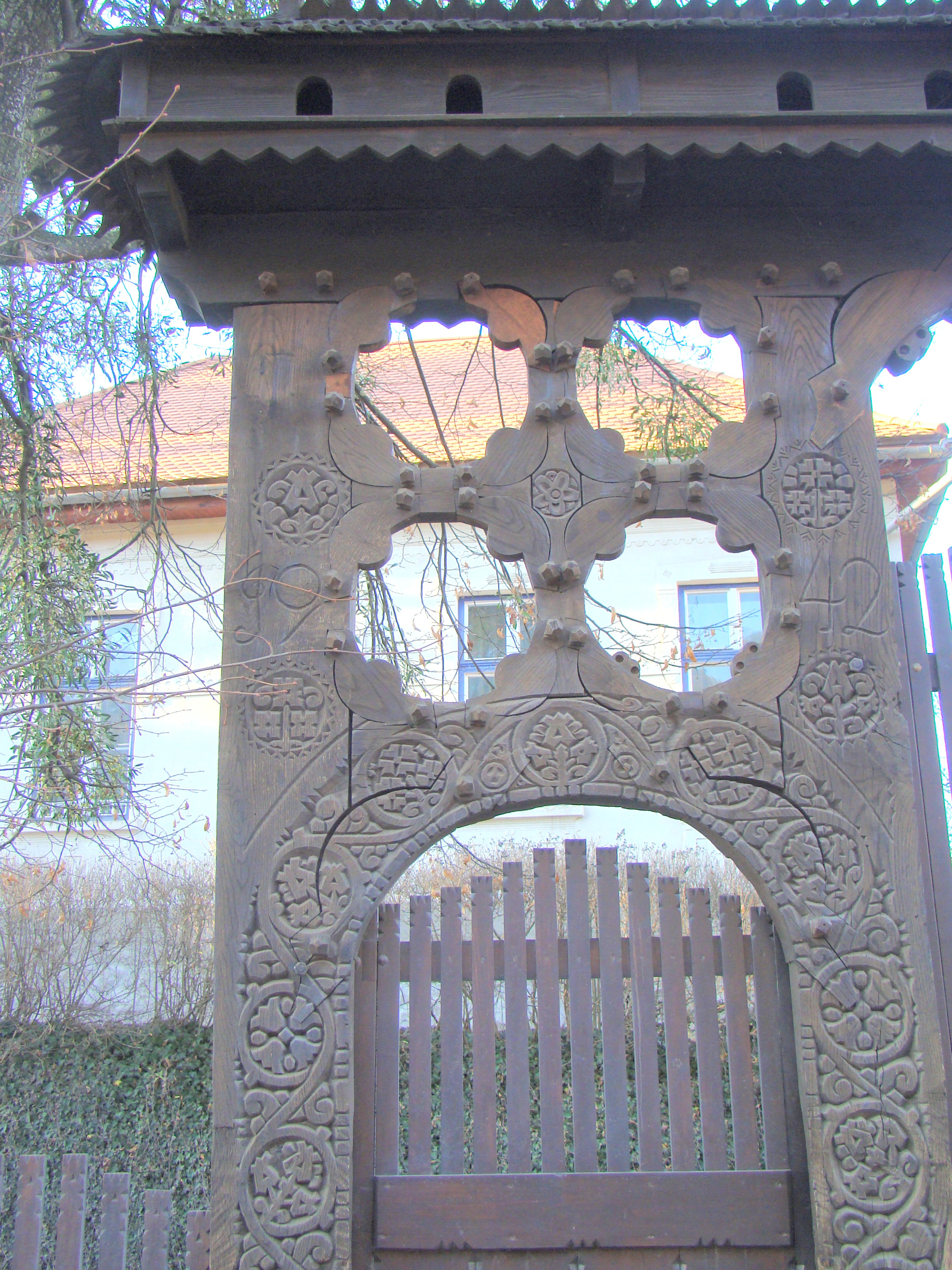
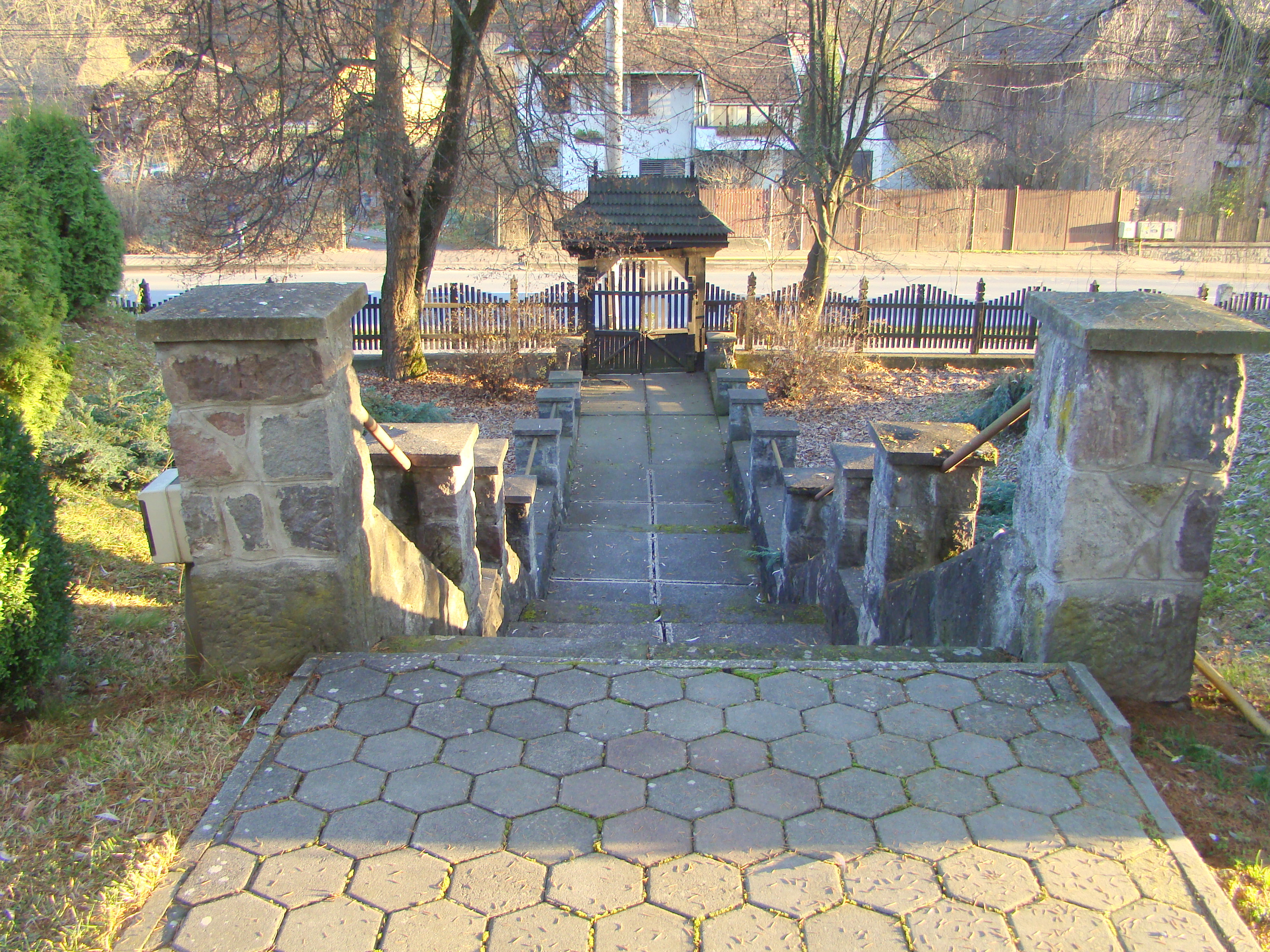
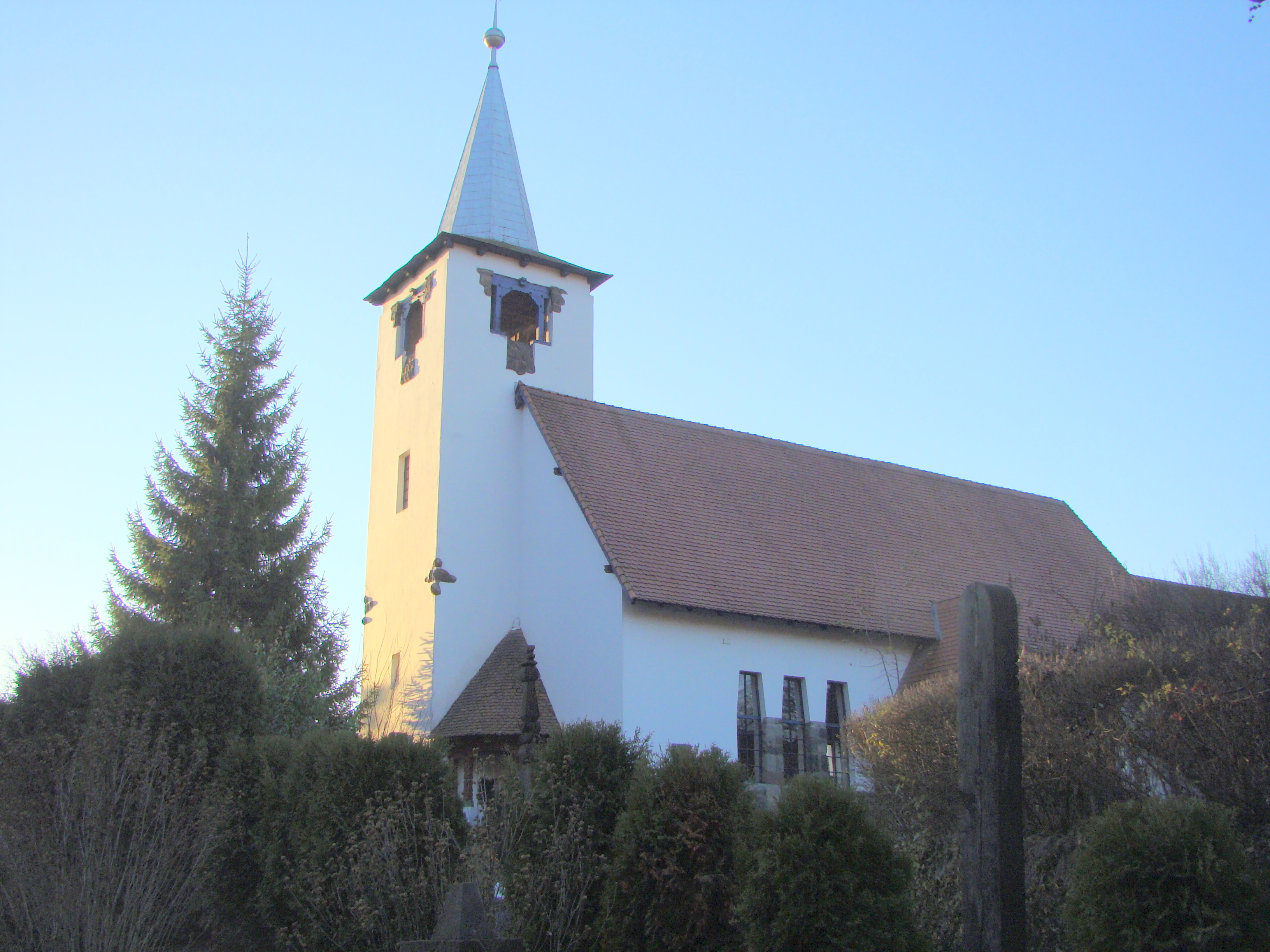